# Оглядовий майданчик
Оглядовий майданчик, оглядова платформа — майданчик, зазвичай розташований на значній відносно прилеглої місцевості висоті, що дозволяє спостерігати панораму або конкретний об'єкт. Майданчики такого типу можуть бути пласкими вершинами гір чи пагорбів, частинами будівлі (наприклад, башти або хмарочоса), спеціальними спорудами в зручних місцях природної топографії, як край ущелини або схил гори.

## Природні височини
До природних оглядових майданчиків належать додатково не обладнані топографічні об'єкти, що за своєю природою дозволяють спостерігати панораму навколишньої місцевості: гори, пагорби, краї ущелин, ярів тощо. Одне з найвідоміших місць такого типу в Україні — панорама Дністровського каньйону та м. Заліщики з кручі поблизу села Хрещатик у Заставнівському районі Буковини.
Знаменита скеля Прейкестолен з висоти 604 метри дозволяє оглянути Люсе-фіорд в Західній Норвегії. Майже пласка вершина скелі має розміри 25 на 25 метрів і являє собою ідеальний природний оглядовий майданчик.
В місцях з розвиненою туристичною інфраструктурою природні оглядові майданчики задля безпеки відвідувачів обладнані поруччям або парапетом, інколи — захисною сіткою. В залежності від місця розташування існує прагнення звести до мінімуму такі технічні елементи, щоб не псувати первинний вигляд природних об'єктів.

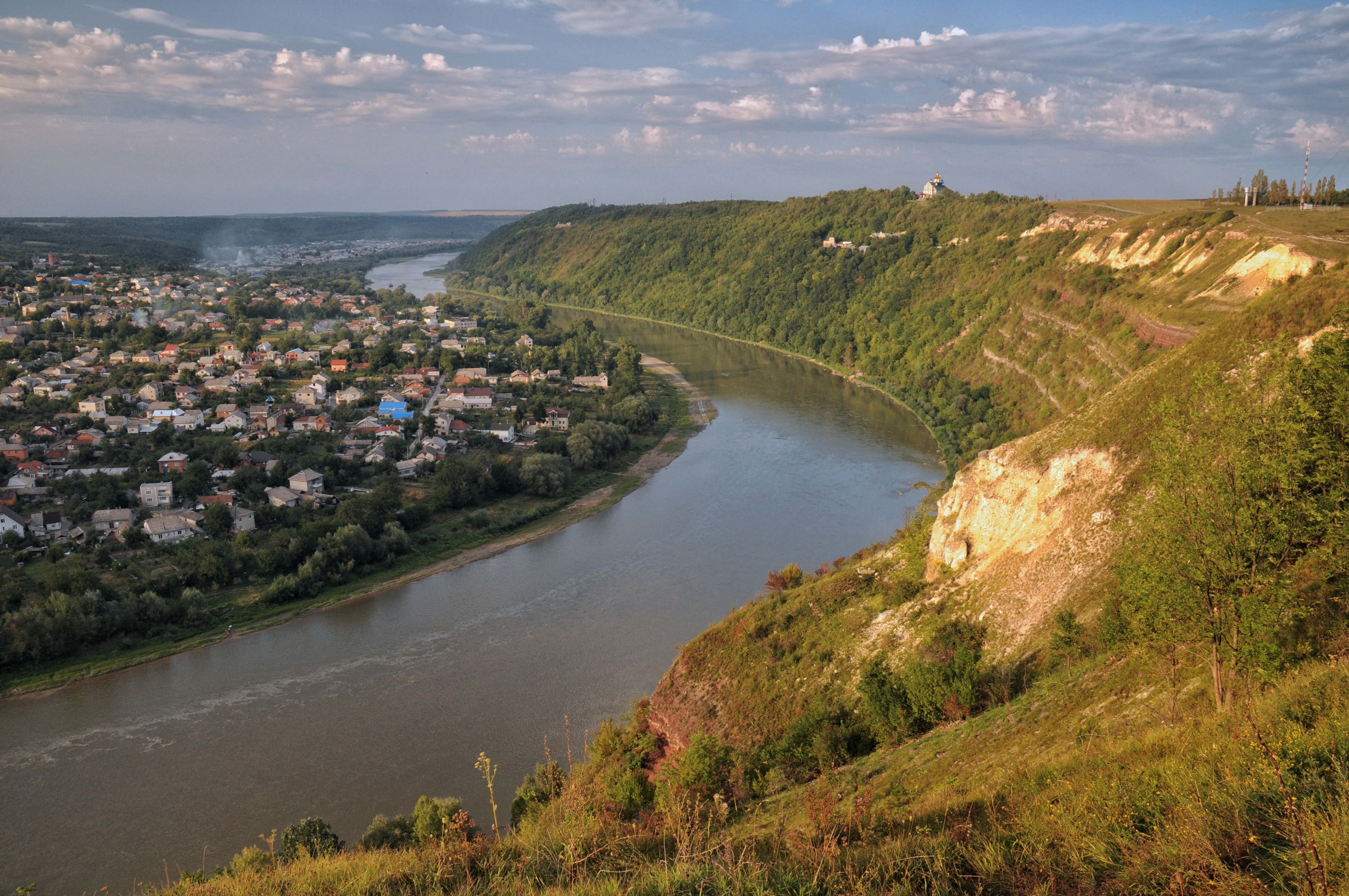
Погляд на Дністровський каньйон та м. Заліщики з кручі поблизу села Хрещатик
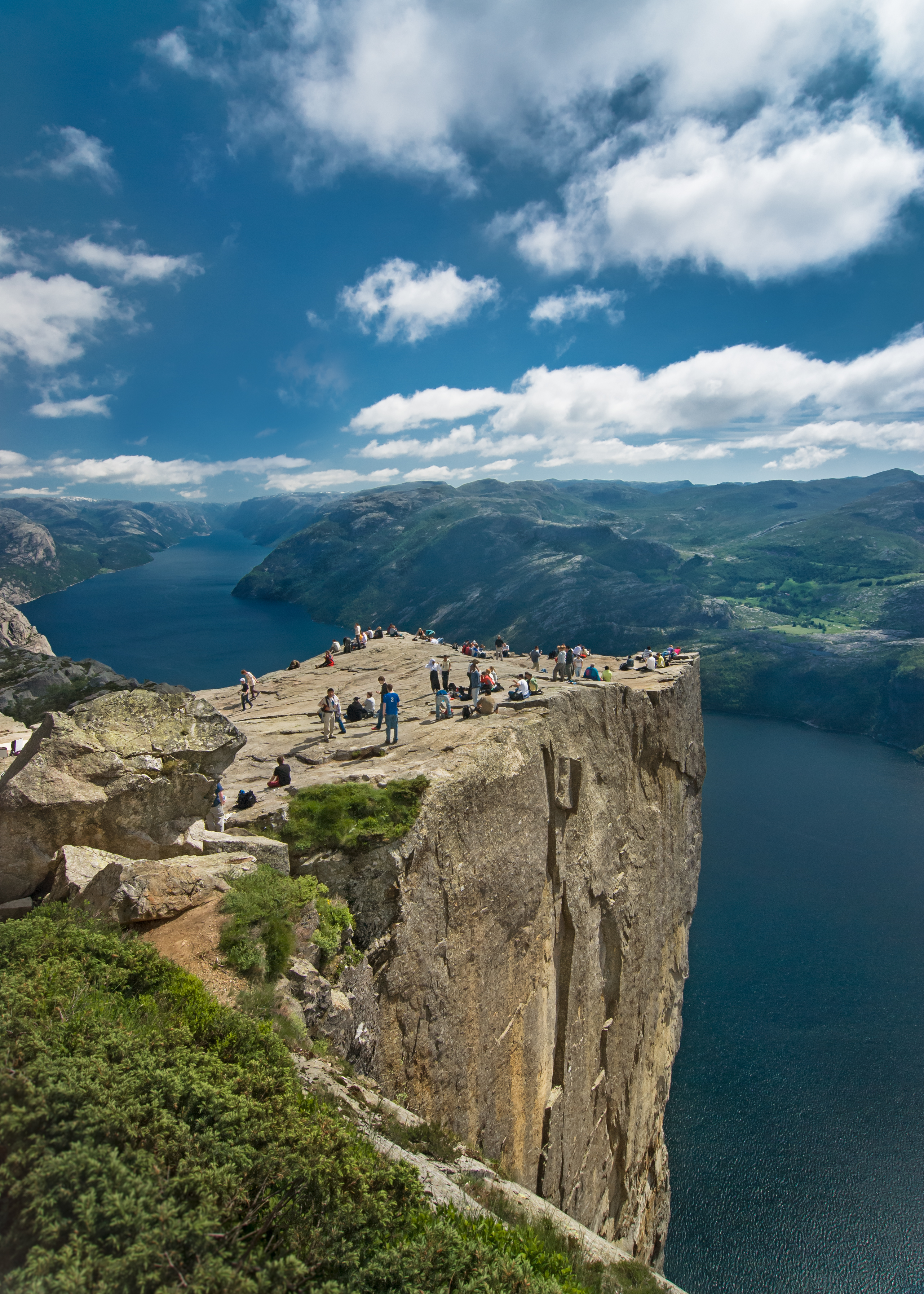
Панорама Люсе-фіорду зі скелі Прейкестолен
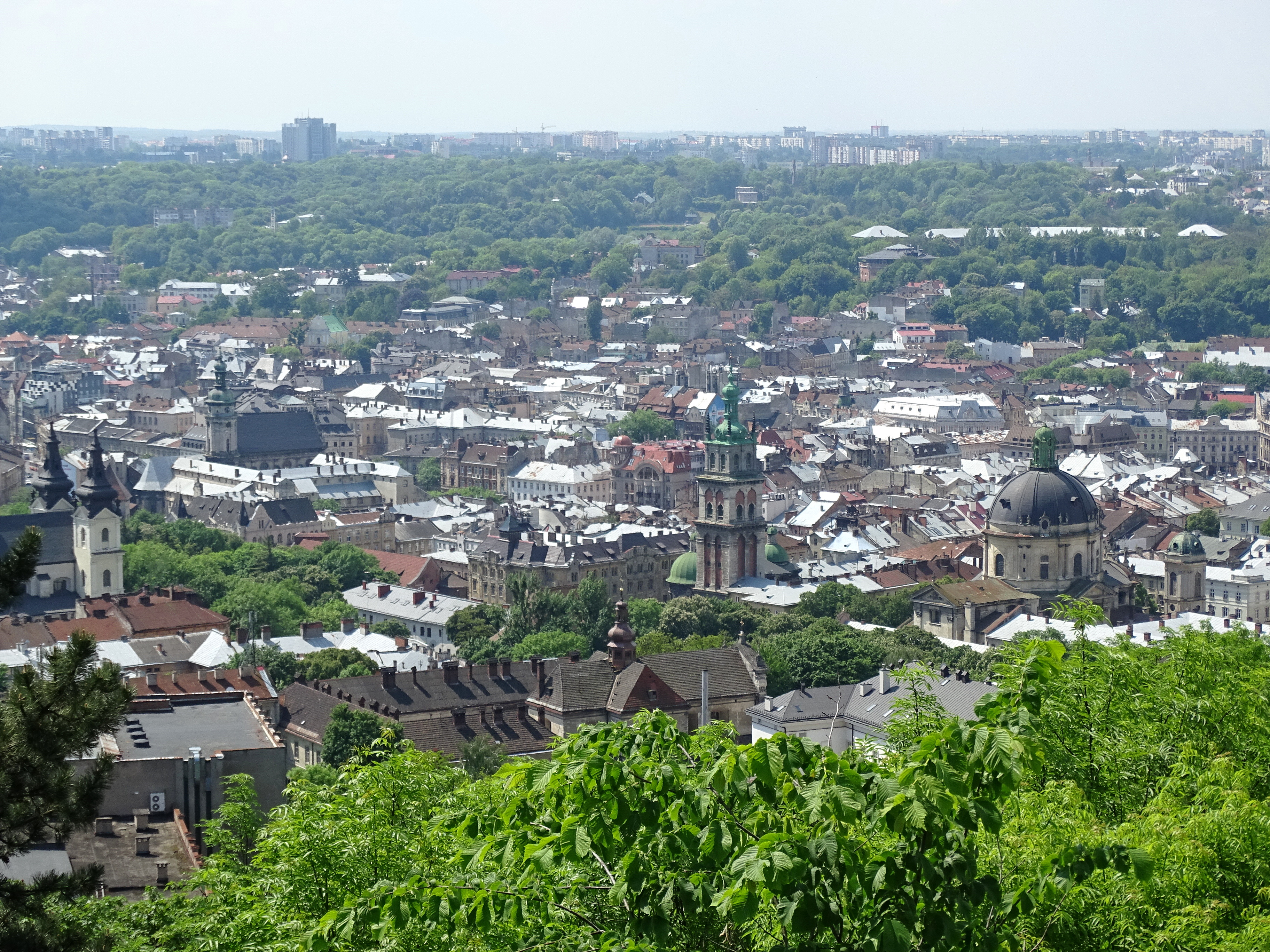
Панорама Львова з оглядового майданчика Високий Замок
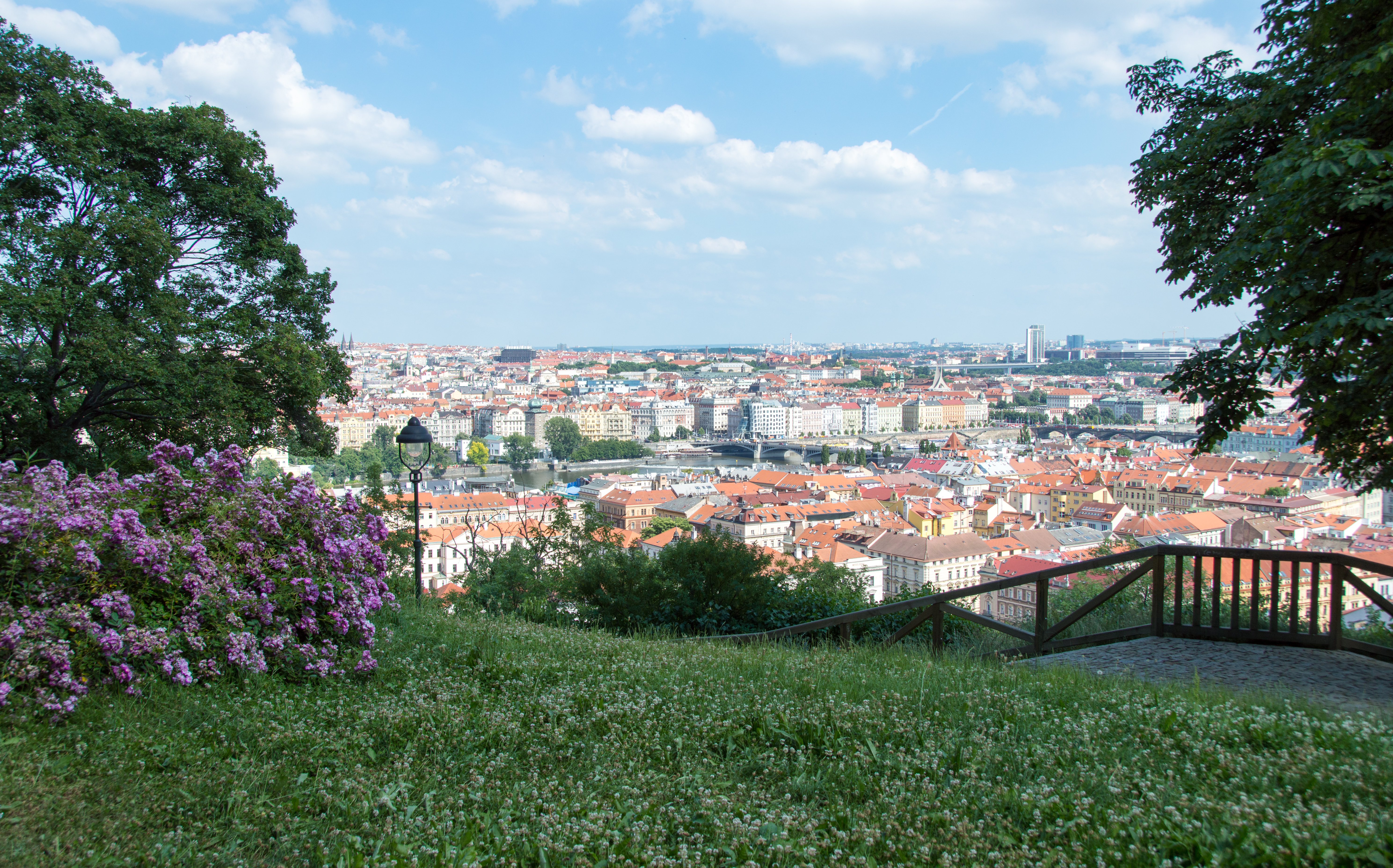
Краєвид з пагорба Петршин на Прагу

## Штучні спеціалізовані оглядові платформи
З метою розвитку туризму і залучення більшої чисельності відвідувачів, в туристично привабливих місцях створюються штучні оглядові майданчики. Вони зазвичай розташовуються аналогічно до природних майданчиків, а їхня технічна складність лежить в широкому діапазоні від найпростіших дерев'яних помостів до складних інженерних конструкцій вартістю в десятки мільйонів доларів із застосуванням сотень тонн бетону, сталі і скла. Прикладом останніх можуть слугувати Гранд Каньйон Скайвок (англ. Grand Canyon Skywalk) в Сполучених Штатах, Коламбія Айсфілд Скайвок (англ. Columbia Icefield Skywalk) в Канаді, AlpspiX у Німеччині, норвезька оглядова платформа Utsikten та численні скляні оглядові платформи (Оглядова платформа Шилінься), що останніми роками здобули надзвичайну популярність в Китаї.
Відкриті оглядові майданчики краще підходять для перегляду та фотографування, хоча здебільшого вони так само обладнані поруччям, парапетами, захисною сіткою або з усіх боків закриті склом. Деякі платформи, розташовані в місцях розвиненої туристичної інфраструктури, додатково мають сидіння, телескопи тощо.

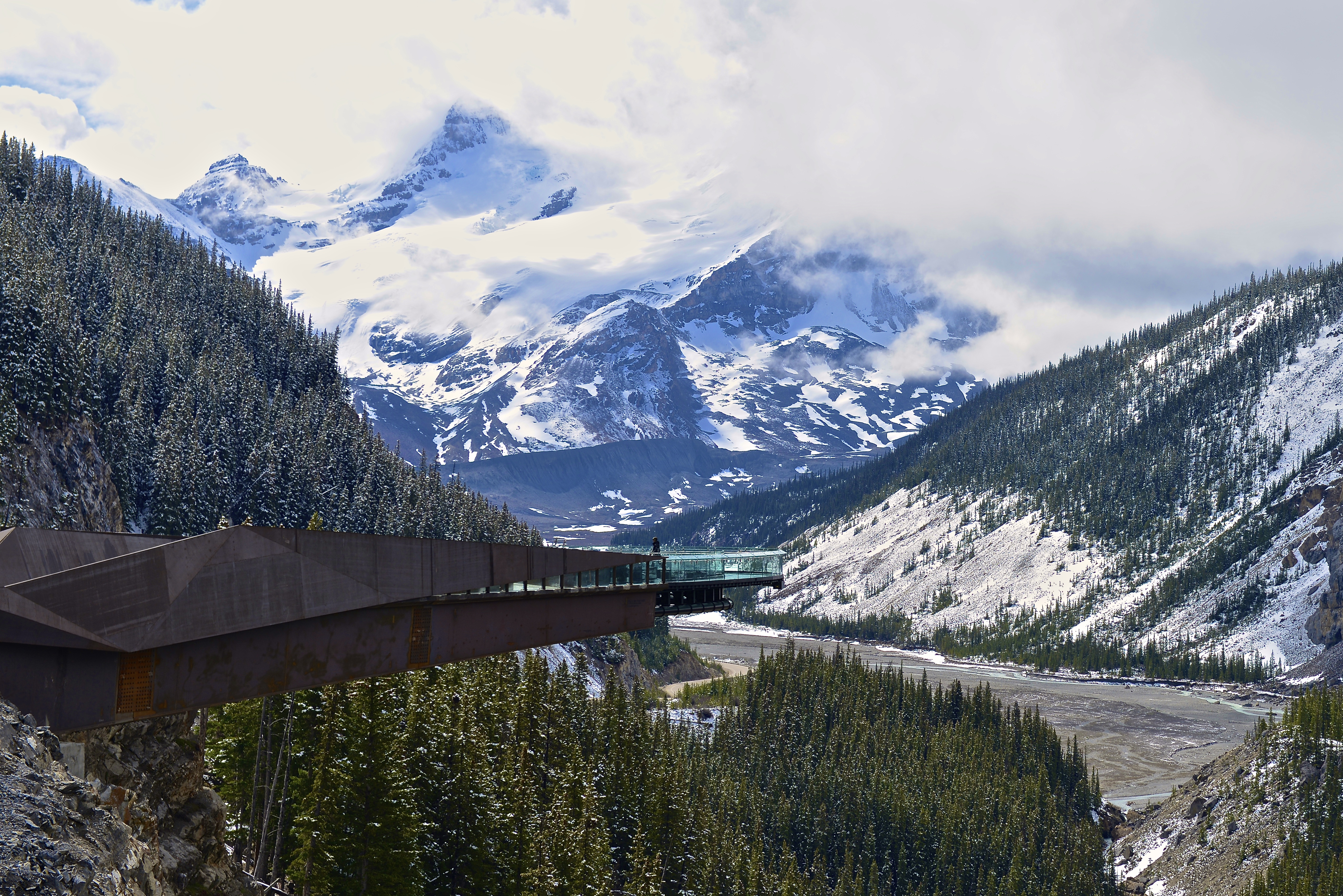
Оглядовий майданчик льодовика Коламбія Айсфілд Скайвок
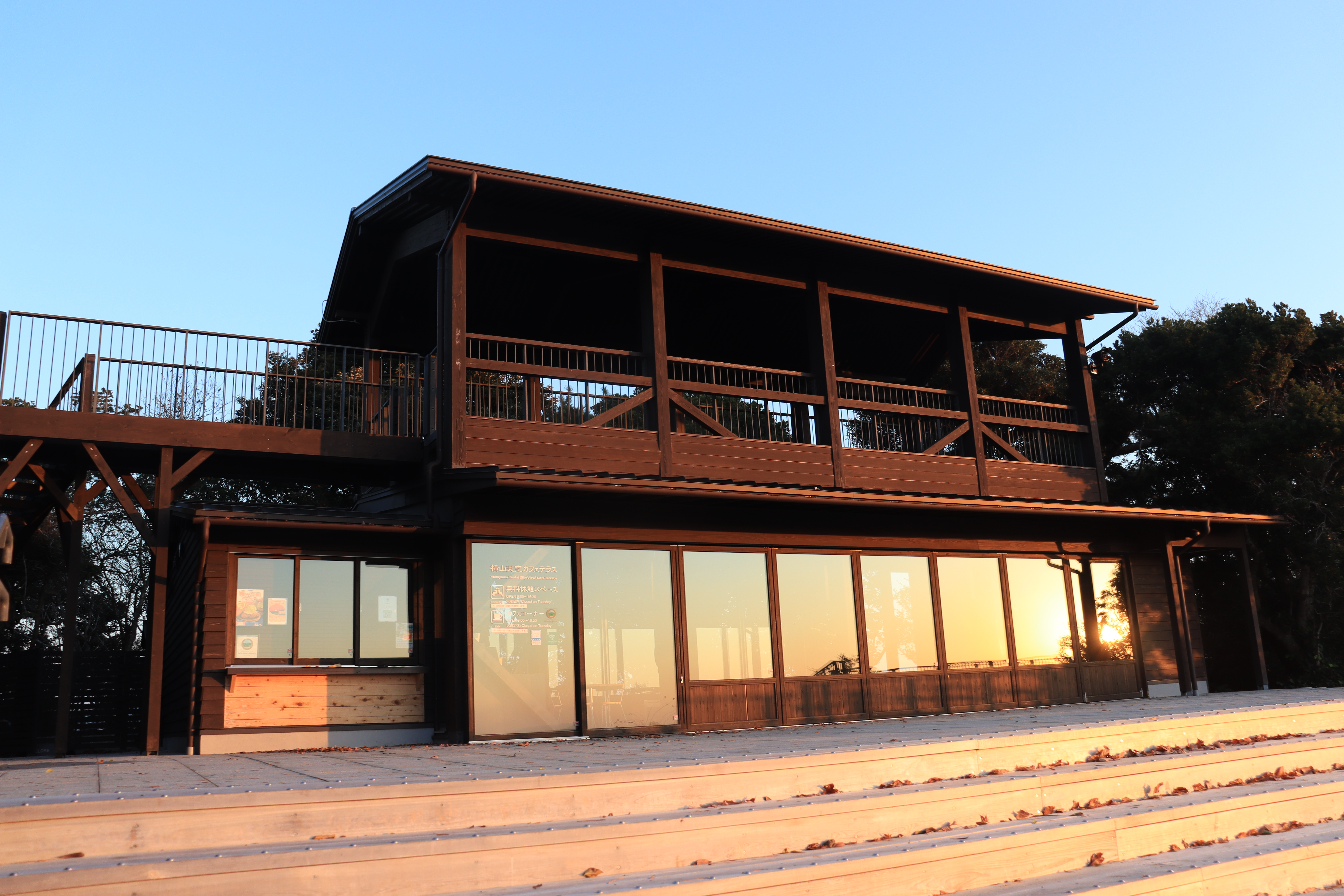
Оглядова платформа на горі Йокояма в Національному парку Ісе-Сіма, Японія
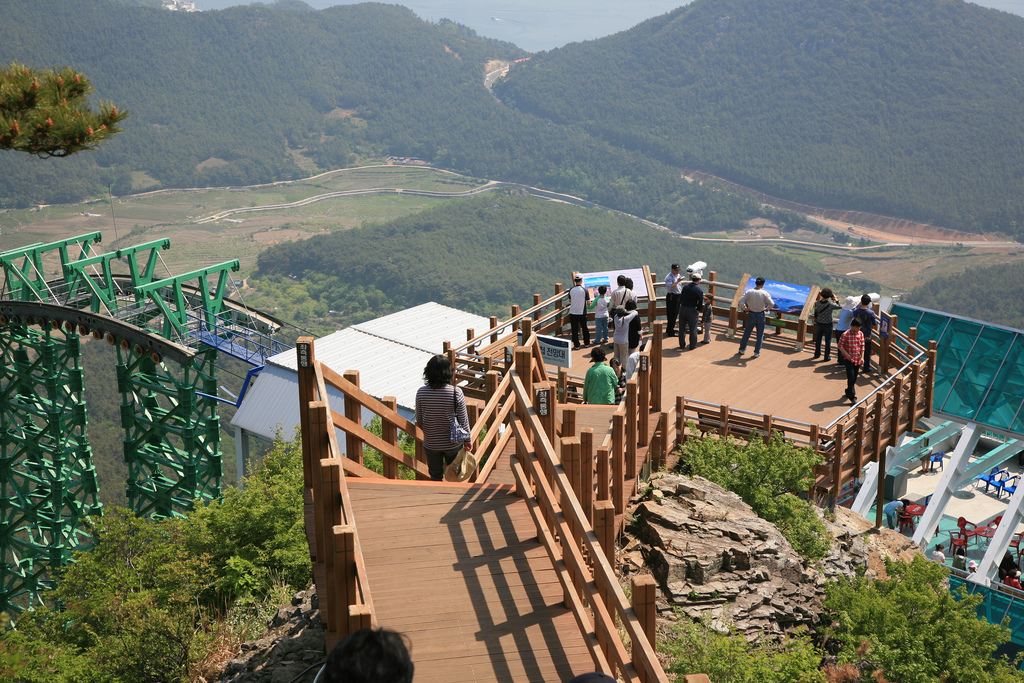
Оглядова платформа канатної дороги міста Тхонйон, Південна Корея
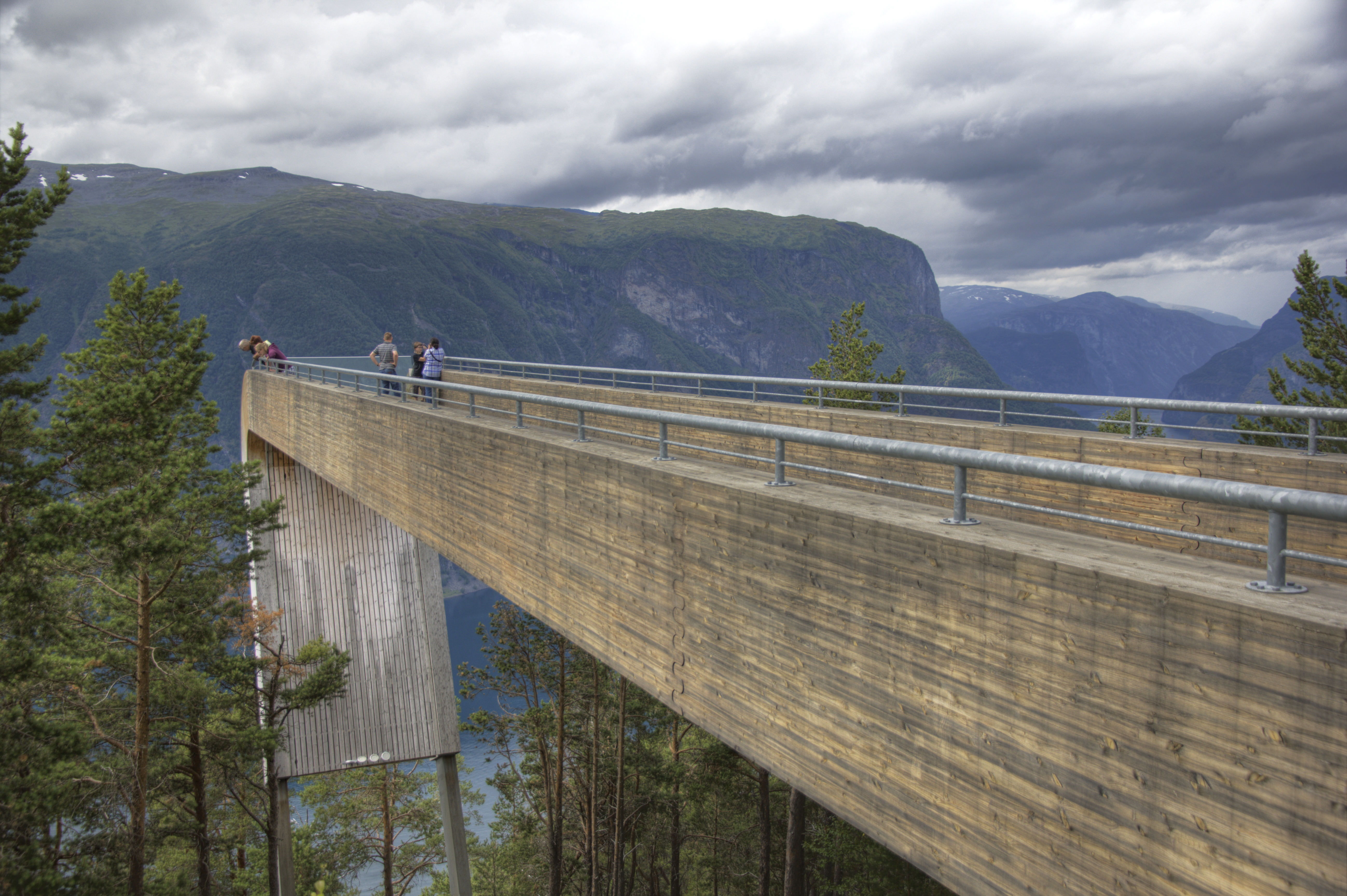
Оглядовий майданчик Стегастейн, Еурландсфіорд, Норвегія
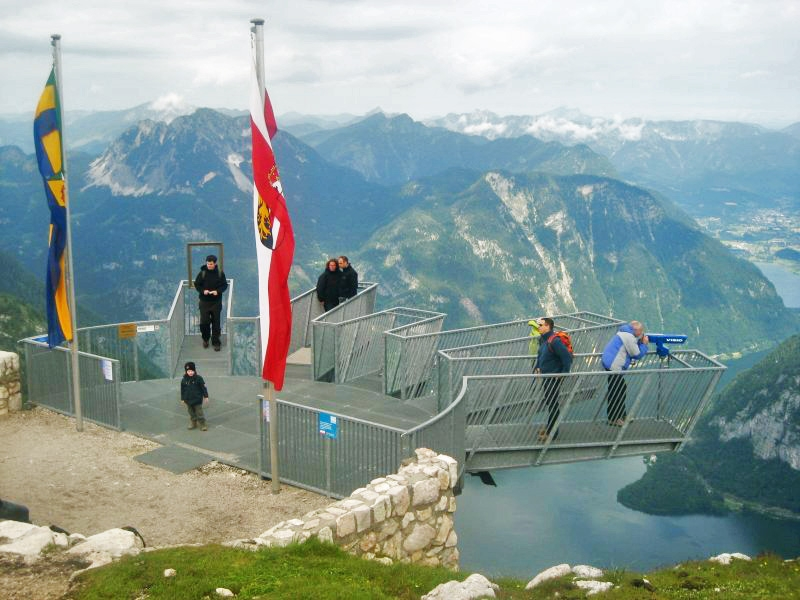
Оглядова платформа П'ять пальців, гора Дахштайн, Австрія
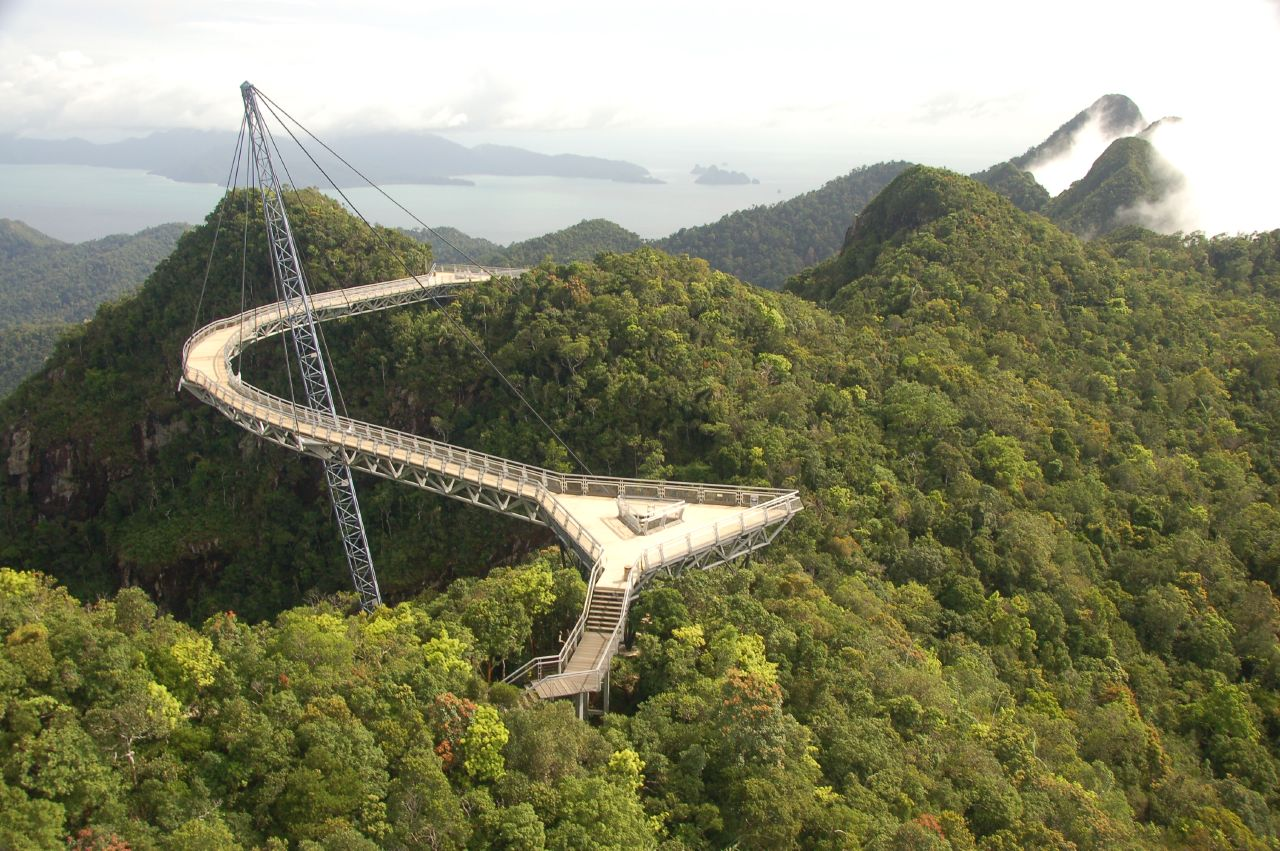
Оглядовий Небесний міст Лангкаві на висоті 650 м в горах Ганунг, Малайзія
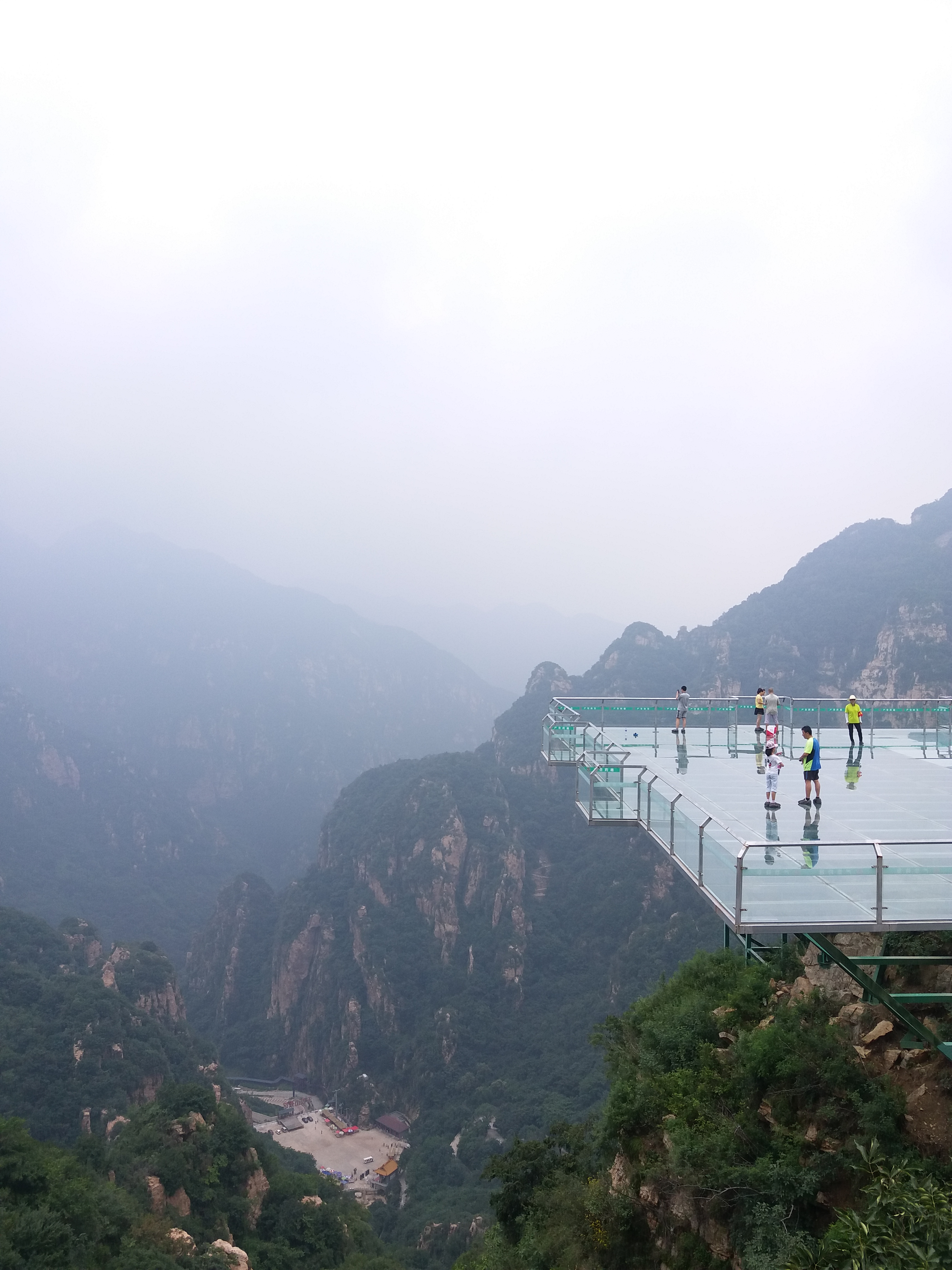
Скляна оглядова платформа на горі Тяньюнь, Пекін
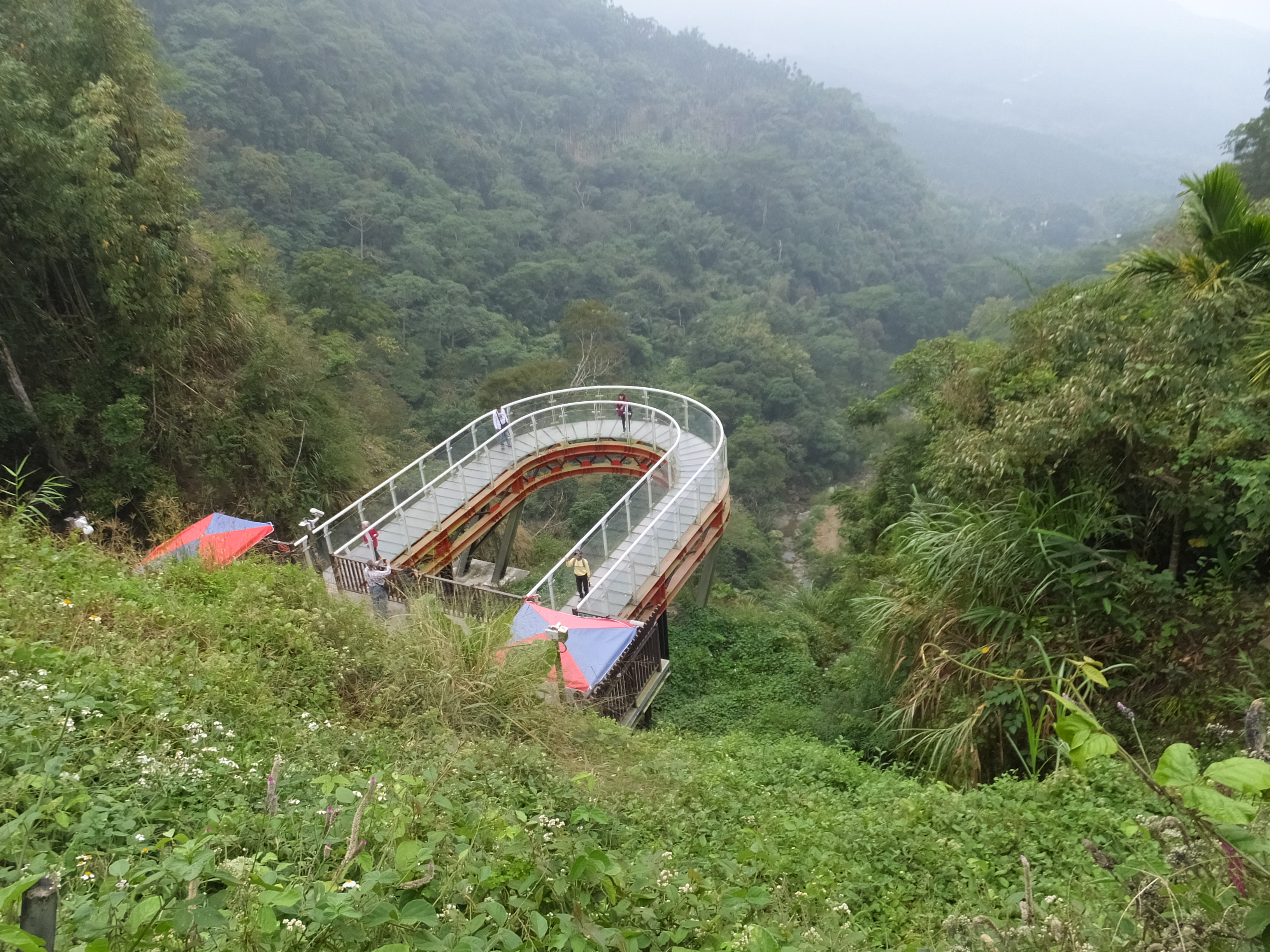
Скайвок водоспаду Лунфен, Тайвань

## Оглядові платформи в будівлях та хмарочосах
Окрім класичних оглядових веж, що мають оглядовий майданчик, існують численні споруди загального або спеціалізованого призначення, технічні конструкції та інші об'єкти, обладнані оглядовим майданчиком.

### Вартові вежі
Вартові вежі обладнані оглядовим майданчиком, що дозволяє спостерігати за навколишньою територією. Якщо такі вежі не використовуються за призначенням, вони можуть надавати загальний доступ всім охочим, на кшталт вартової вежі Берлінської стіни. Реконструйовані вежі римських лімесів, середньовічних фортець та інших історичних укріплень Європи також часто мають оглядові майданчики.

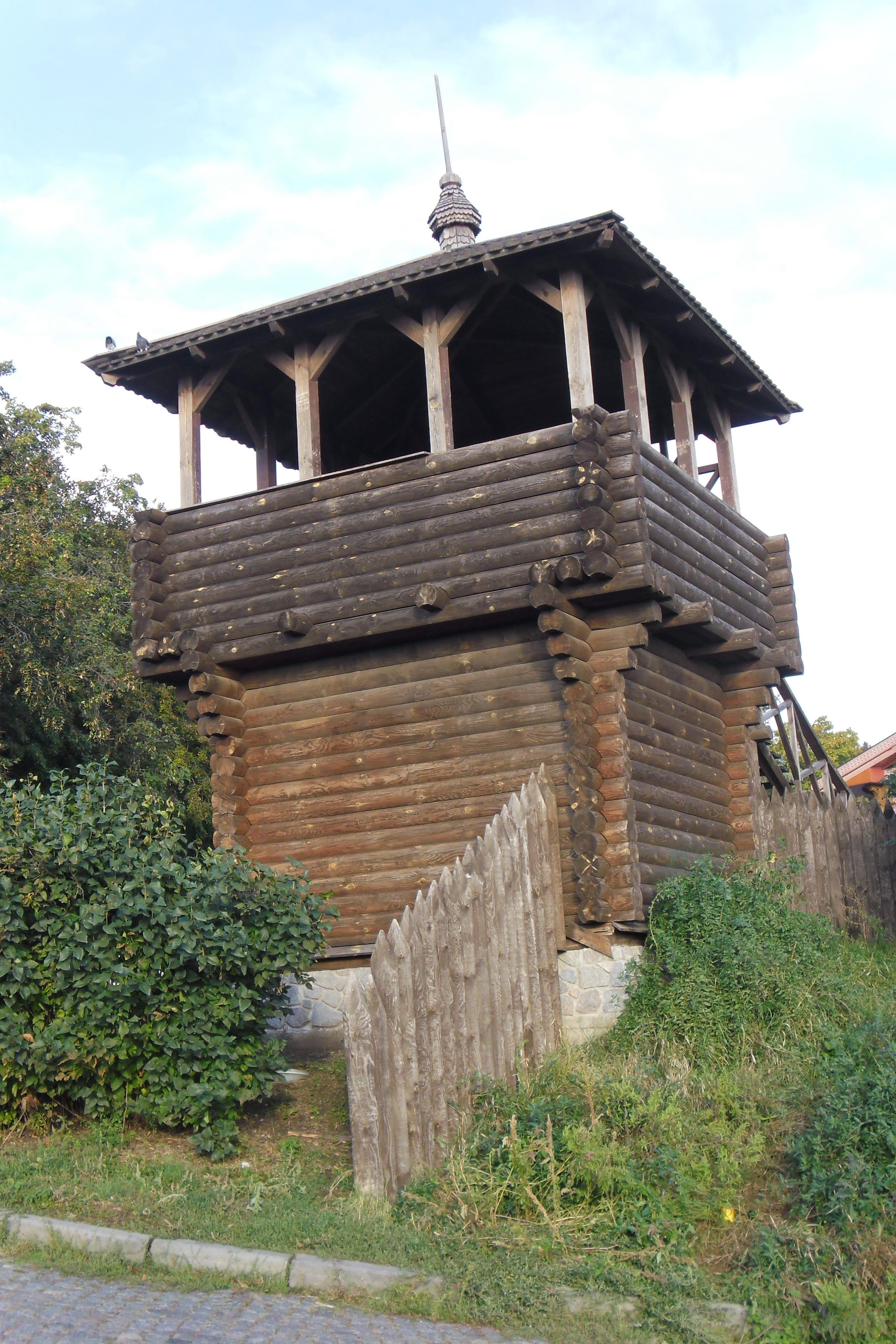
Вартова вежа Полтавської фортеці
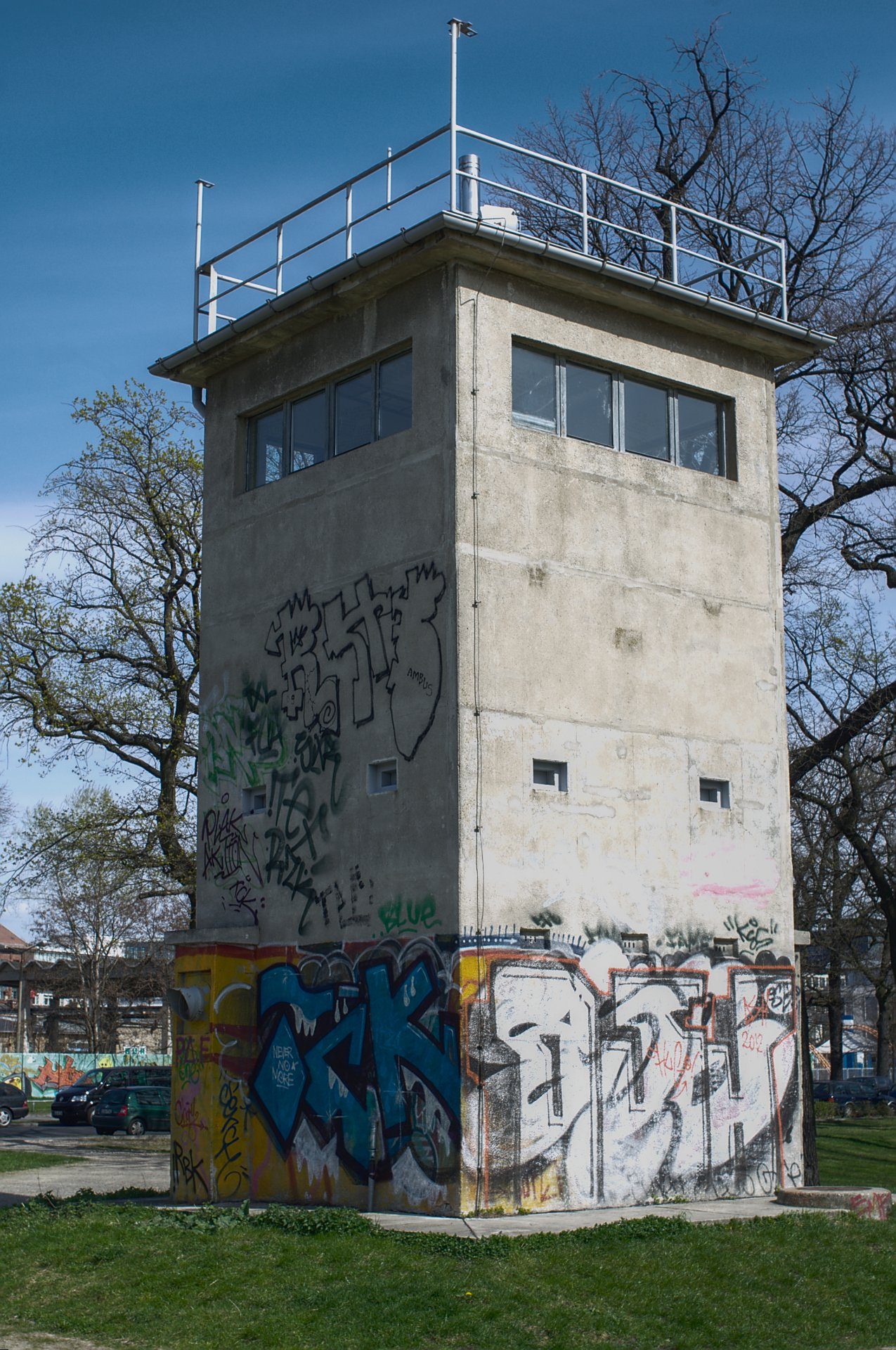
Вартова вежа Берлінської стіни біля Трептов-парку
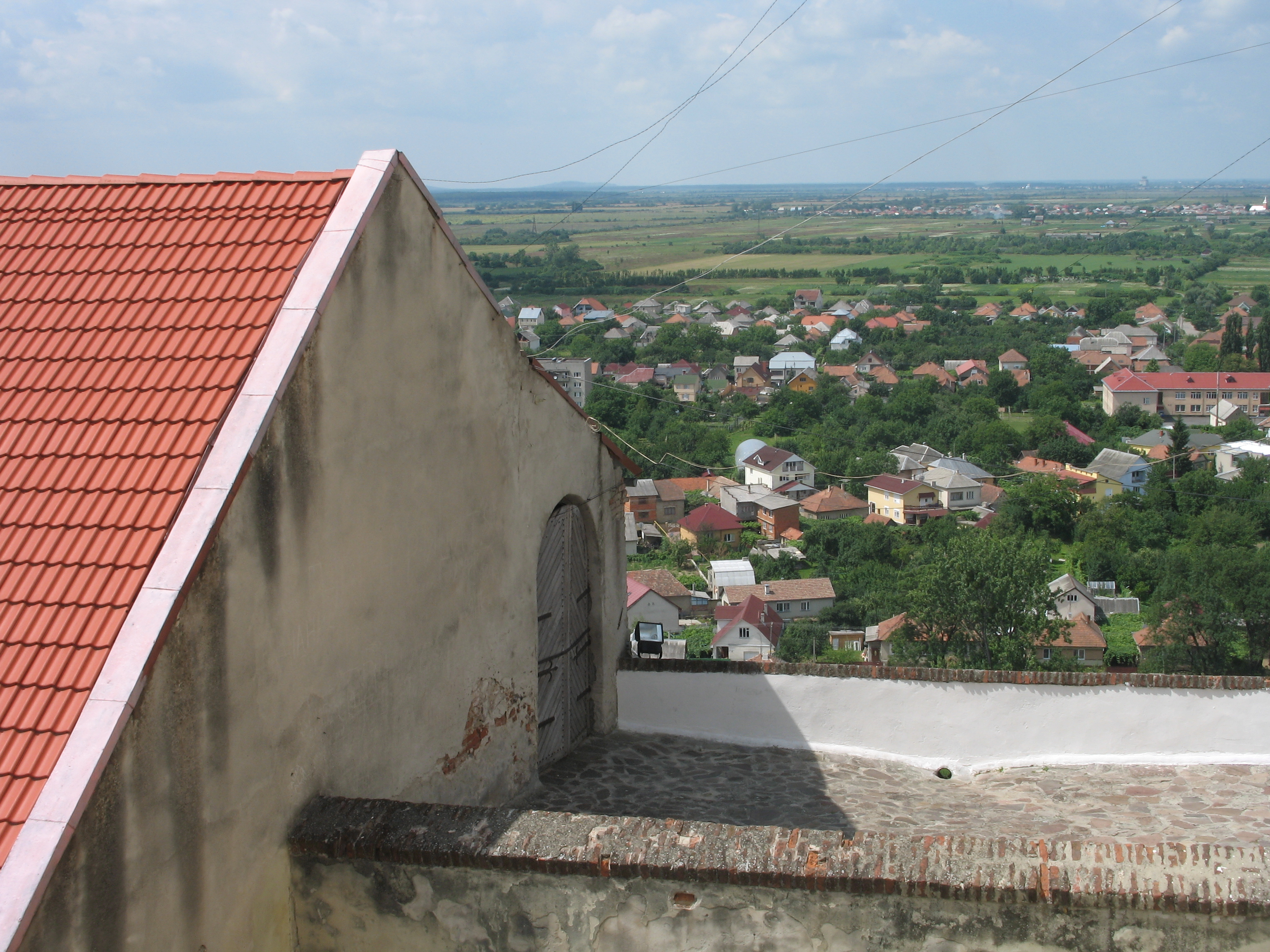
Панорама міста Мукачево з замку Паланок

### Телерадіовежі
Деякі телевізійні вежі, особливо залізобетонні, обладнані доступним для відвідувачів оглядовим майданчиком та ліфтом. Прикладом такої споруди може слугувати Пекінська телевежа, оглядовий майданчик якої розташований на висоті 238 м, Берлінська телевежа, четверта за висотою споруда Європи, що надає можливість спостерігати панораму Берліна з 203 м або скромна на їхньому тлі Празька телевежа, з оглядовим майданчиком на висоті 93 м.

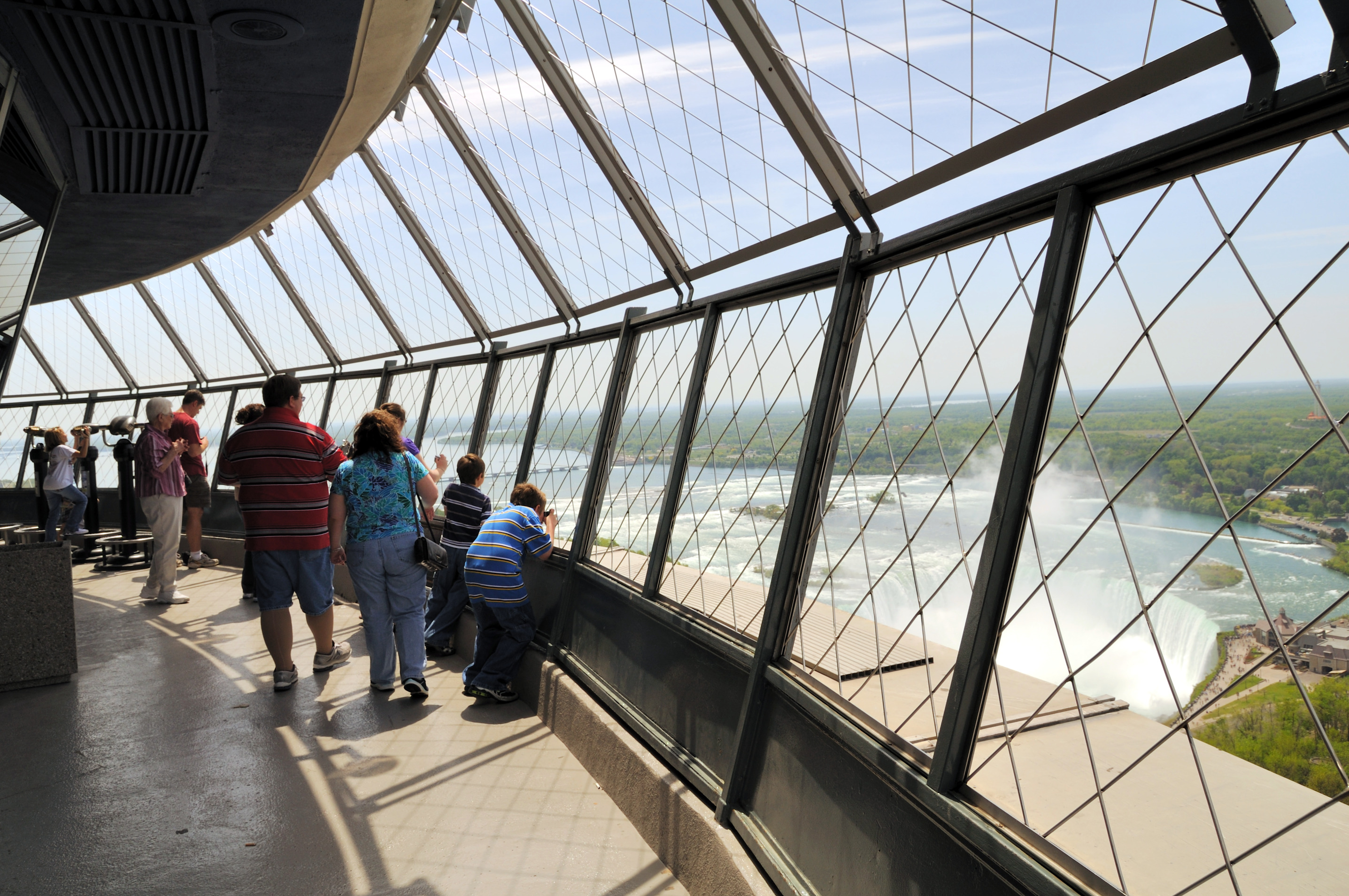
Оглядовий майданчик Skylon Tower, Канада. Панорама Ніагарського водоспаду
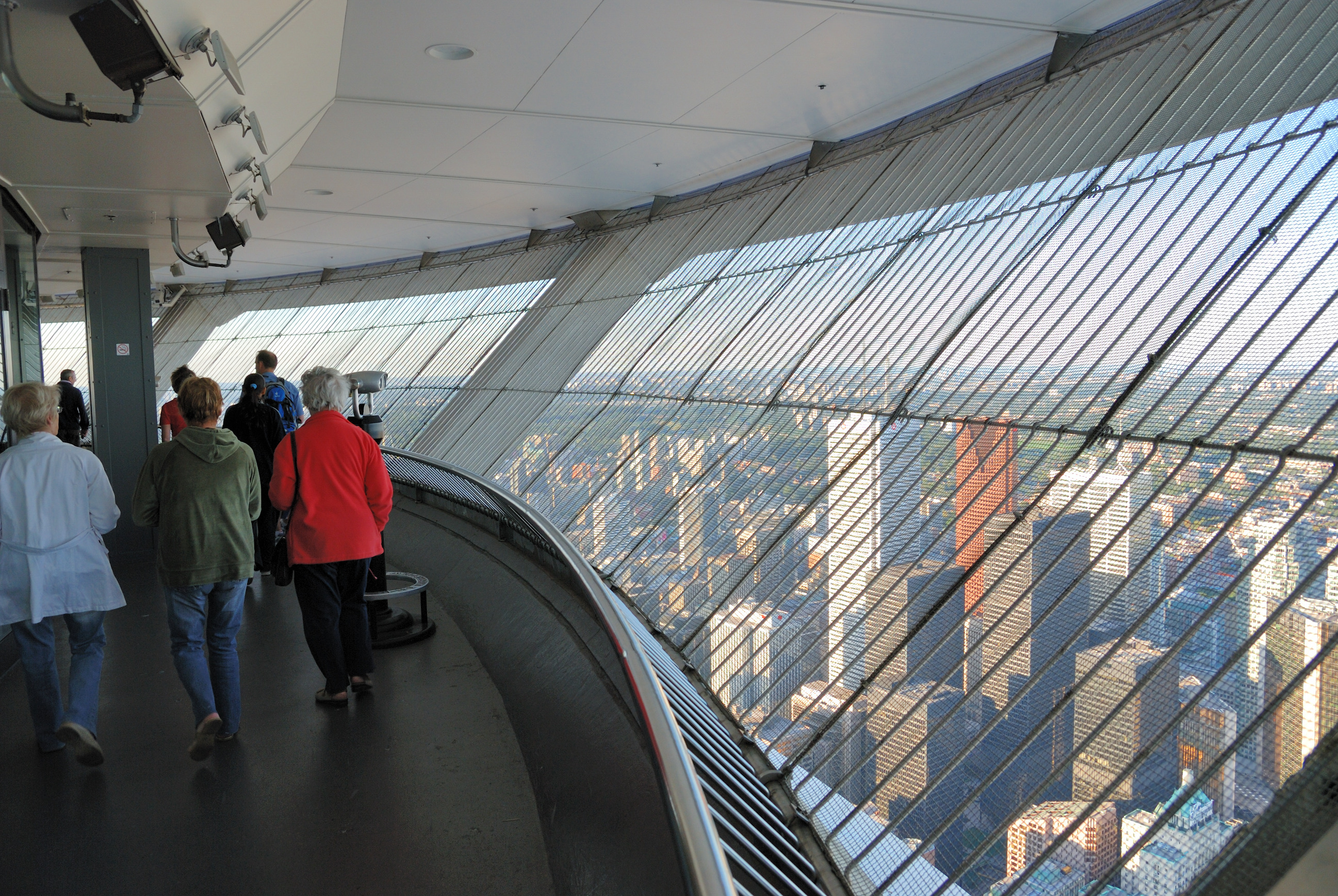
Оглядовий майданчик CN Tower, Канада. Панорама центральної частини Торонто
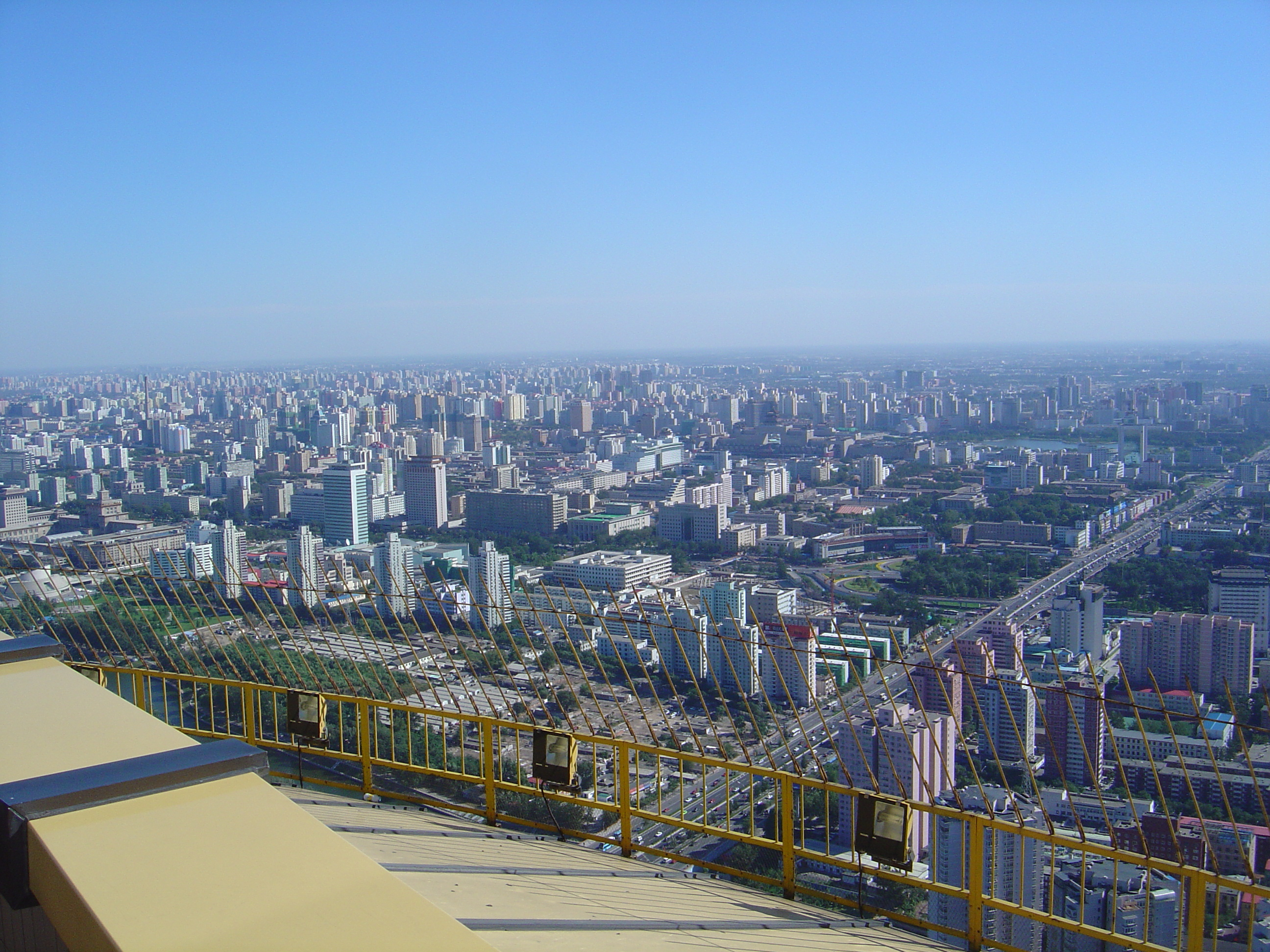
Панорама Пекіну з вежі CCTV
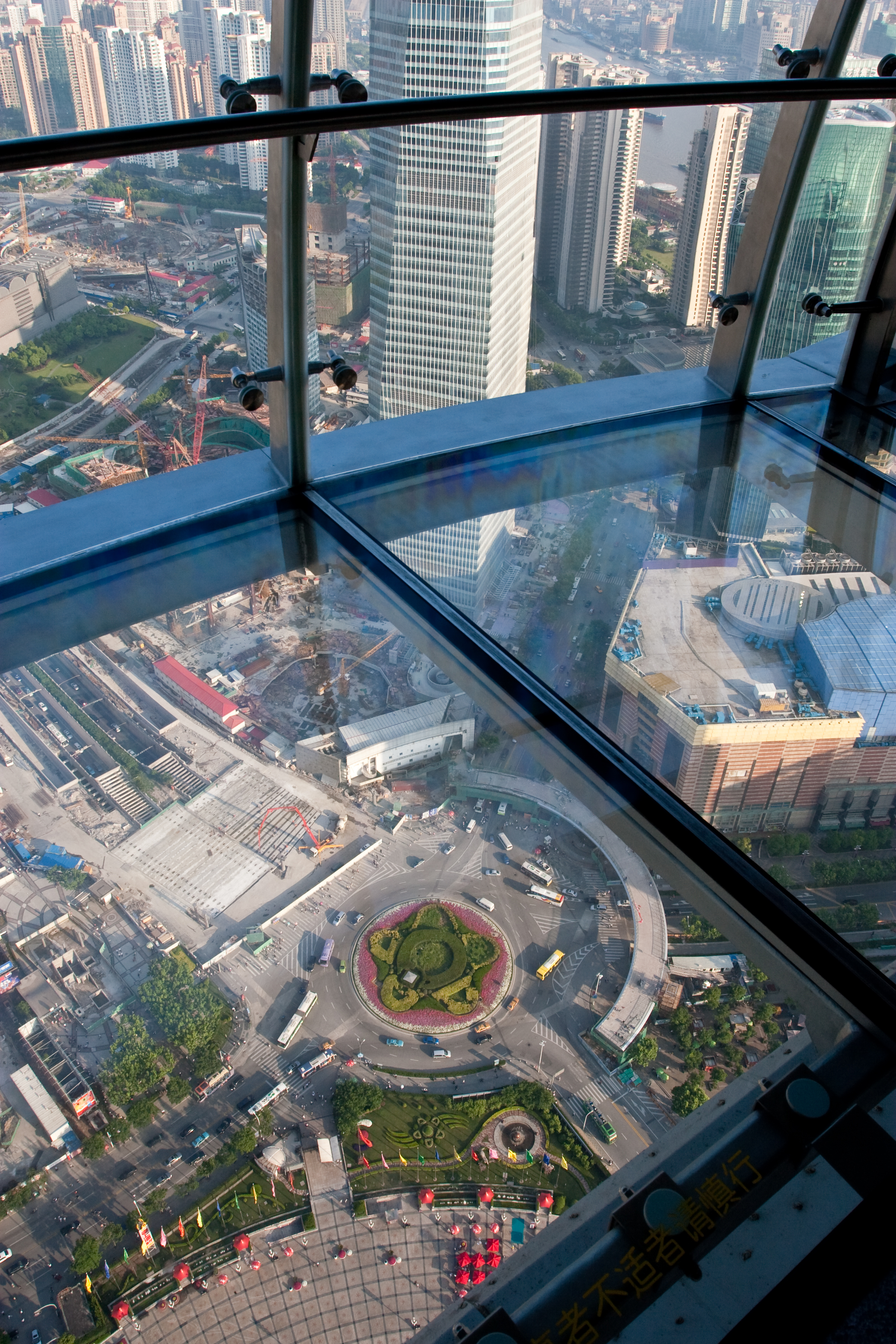
Оглядова платформа телевежі Східна перлина, Шанхай
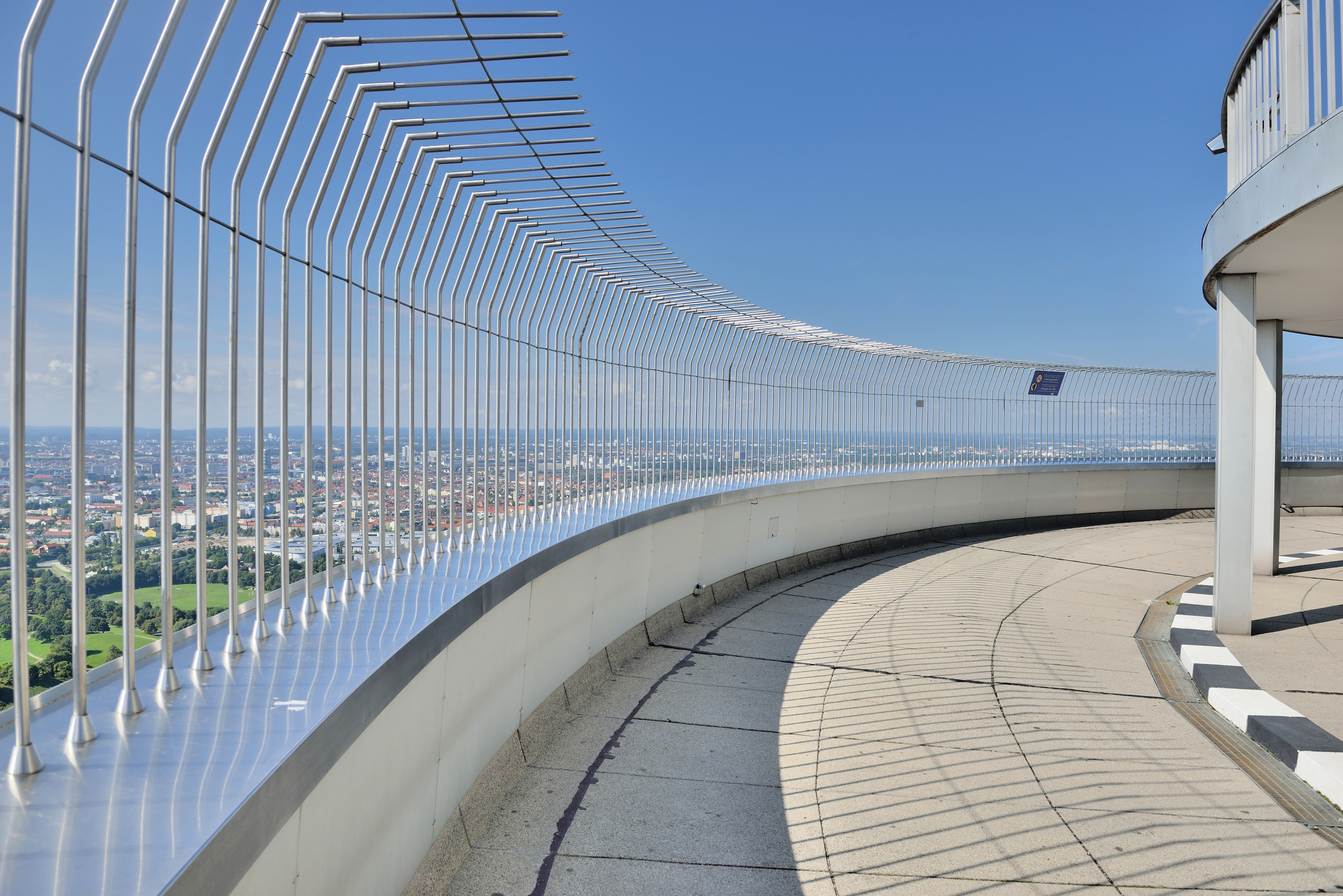
Оглядовий майданчик мюнхенської телевежі Олімпіатурм на висоті 185 м
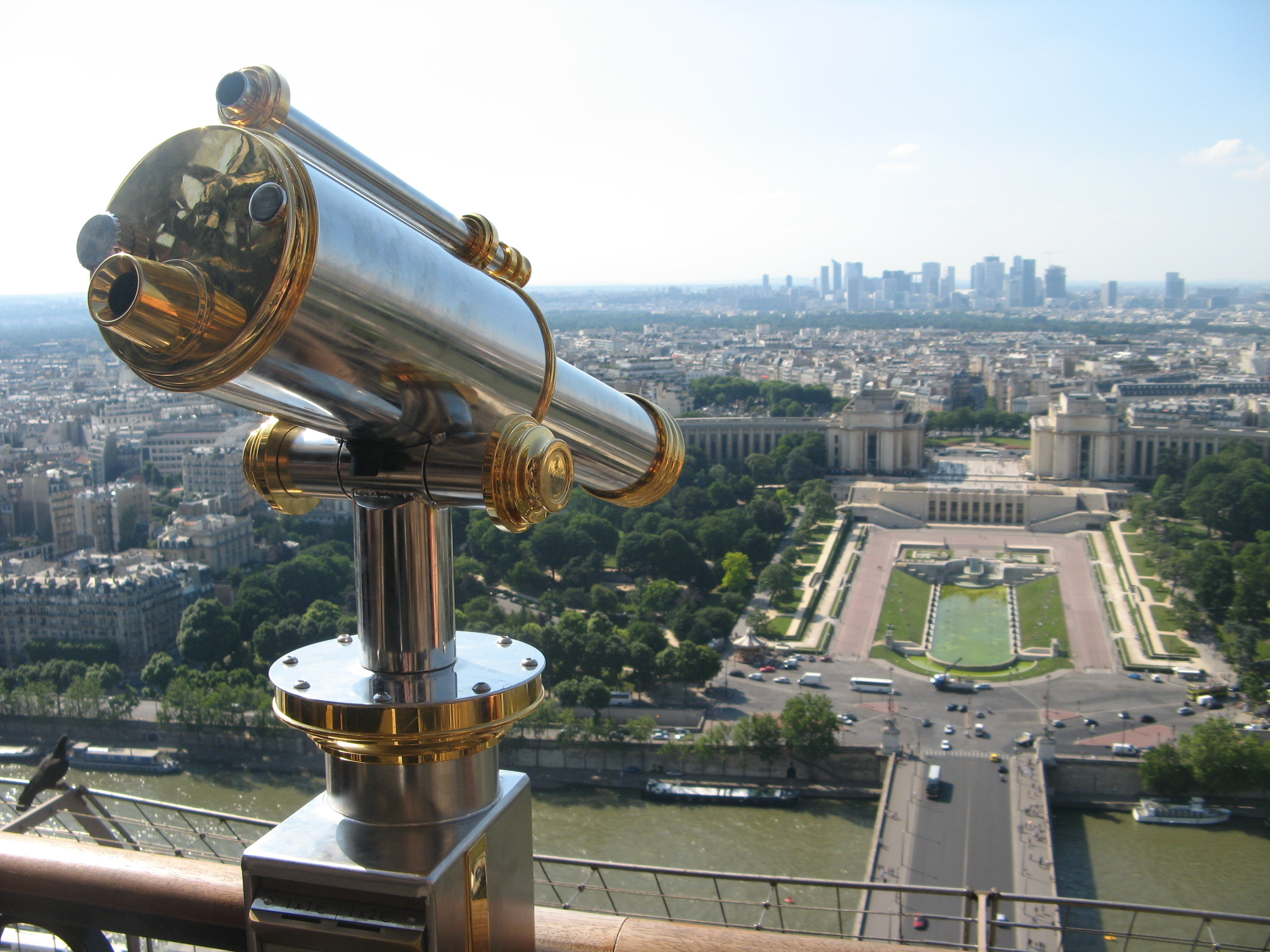
Телескоп оглядового майданчика Ейфелевої вежі

### Хмарочоси
Багато хмарочосів обладнані оглядовими майданчиками, розташованими здебільшого на останньому поверсі. Майданчики можуть бути відкритими або заскленими, доступ до них майже завжди платний, здійснюється ліфтом і можливий тільки в робочий час. Висота обсерваторії чиказького Джон Генкок Центру 360 Chicago, розташованої на 94-му поверсі, становить 313 м.
Скляна пірамідальна вежа лондонського The Shard пропонує одразу і оглядову галерею, і відкритий оглядовий майданчик на 72-му поверсі, на висоті 245 метрів. Оглядову платформу було відкрито 1 лютого 2013 року і, попри високі ціни на квитки (29,95 фунта для дорослого), до кінця року її відвідало близько 900 тисяч осіб. З усім тим, чисельність відвідувачів не виправдала сподівань інвесторів, які розраховували щонайменше на 150 тисяч більше.

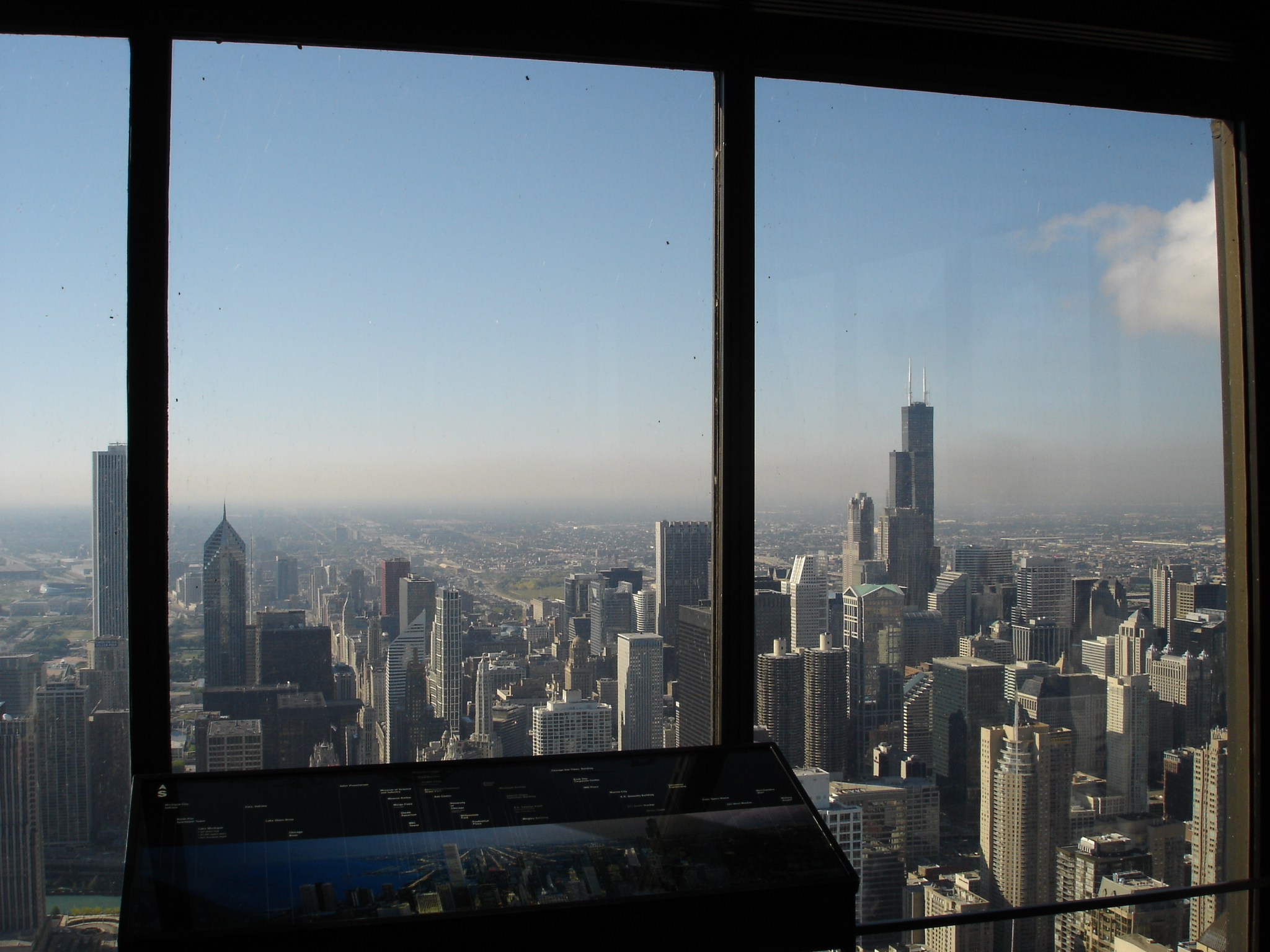
Панорама Чикаго з хмарочоса Джон Генкок Центр
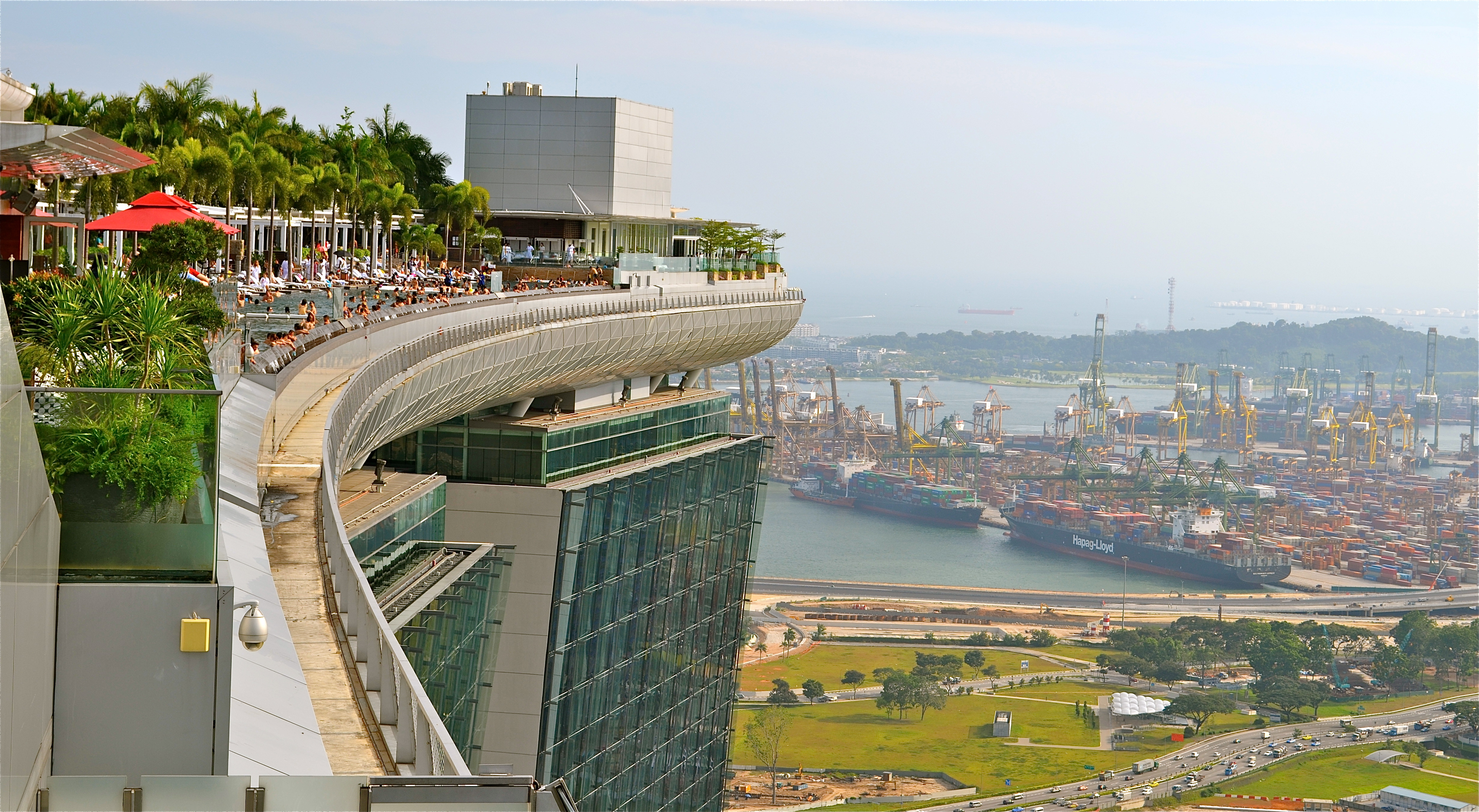
Оглядова галерея Небесного парку готелю Marina Bay Sands, Сингапур. 190 м
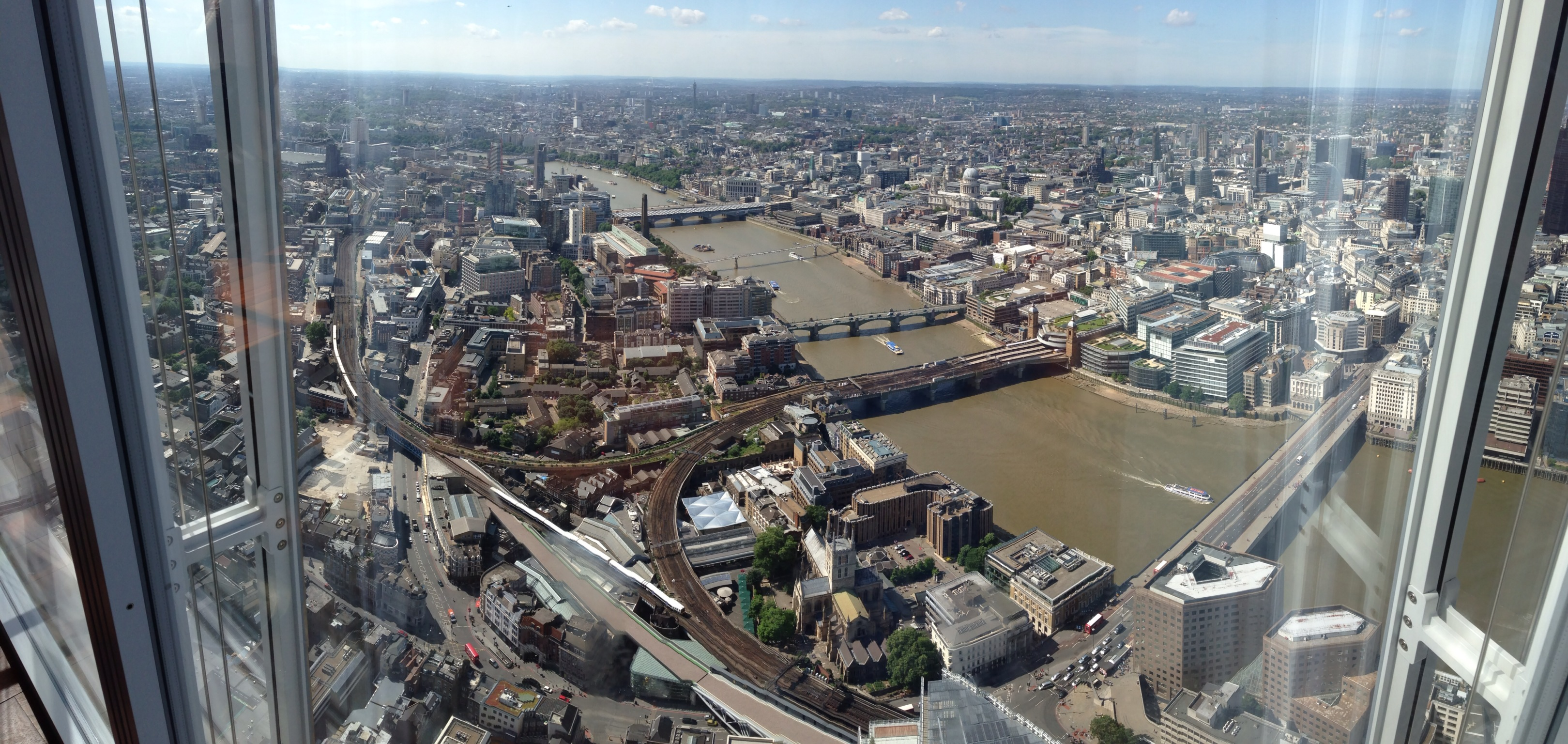
Панорама Лондона з хмарочоса The Shard

### Водонапірні вежі та маяки
Численні водонапірні вежі також часто мають оглядовий відкритий майданчик, висота якого зазвичай становить від 10 до 50 метрів. Збудована 1929 року в стилі конструктивізму водонапірна вежа міста Глухів на Сумщині давно не діє, але залишається одним із символів і прикрас міста. 41-
метрова вежа є об'єктом Державного історико-культурного заповідника «Глухів» і відкрита для відвідування. До оглядового майданчика, звідки відкривається краєвид на Трьох-Анастасіївську церкву, місто та околиці, можна потрапити внутрішніми гвинтовими сходами, кількість східців становить 186. Відвідування можливе з березня по листопад кожен день, окрім неділі, з 13:00.
Старовинна водонапірна вежа Нільсена  збудована в стилі еклектика 1910 року в Маріуполі, після реконструкції 2016 року отримала назву "Vezha Creative Space". На п'яти її нижніх поверхах розташовані туристичний центр, лекторій, коворкінг, артмайданчик і читальна зала. Шостий поверх пропонує відвідувачам погляд на місто з висоти 33 метри. Після реконструкції на оглядовому майданчику з'явився телескоп, і тепер відвідувачі мають можливість роздивитися  усе місто в найменших подробицях.
Маяк в Йокогамі Марін тауер має доступний для відвідування оглядовий майданчик. Хоча за основним призначенням сталева вежа маяка не експлуатується з 2006 року, з 2009 року мерія Йокогами перебудувала вежу для туристичного використання. На перших чотирьох поверхах розташовані бар, ресторан, музей, довідкова служба та магазин сувенірів. Двоповерховий оглядовий майданчик з висоти 94 метри пропонує панораму старих кварталів Йокогами і сучасного ділового району  Мінато Мірай 21. Добре видна також гора Фудзі.

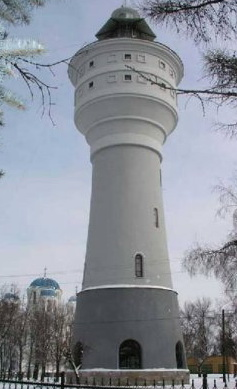
[[Башта водогону (Глухів)|Глухівська водонапірна вежа
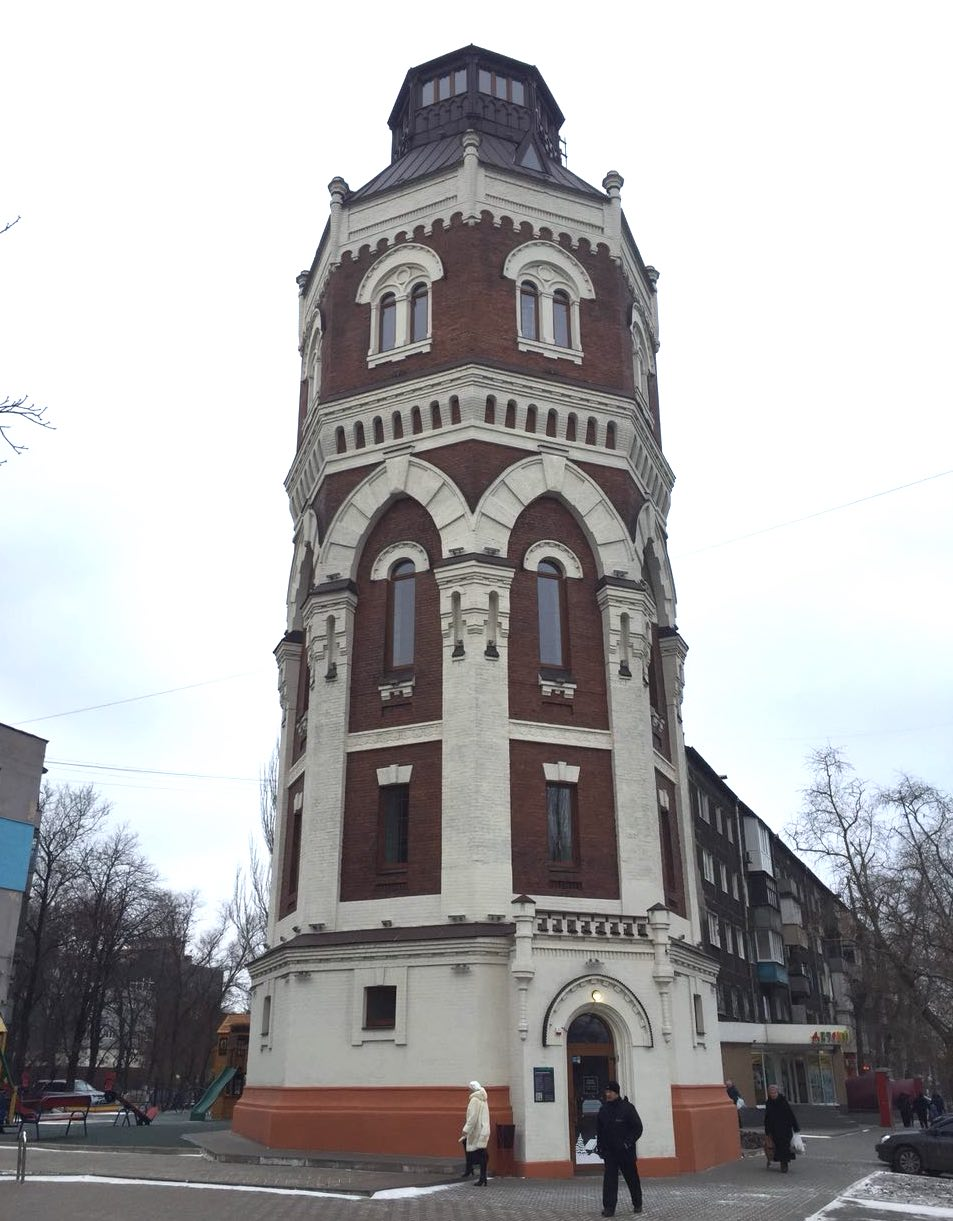
Водонапірна вежа Нільсена. Маріуполь
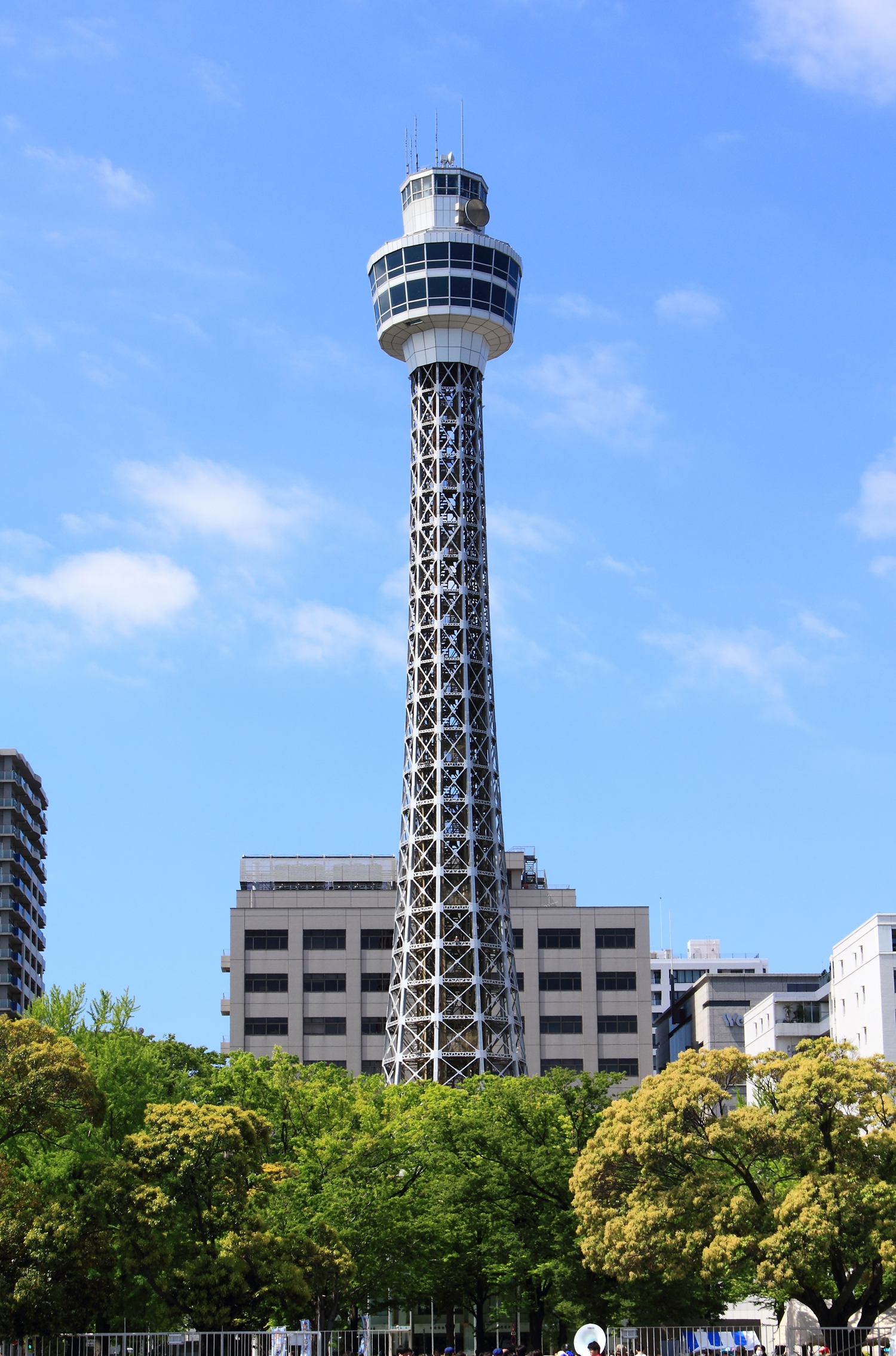
Маяк Марін тауер. Йокогама

### Культові споруди
Деякі культові споруди, наприклад, Велика дзвіниця Києво-Печерської лаври, мають оглядові майданчики. Оглядовий майданчик дзвіниці розташований на третьому ярусі, на висоті 32,6 метра, до нього ведуть 374 сходинки. Дзвіниця відкрита для відвідування екскурсантами та використовується за первісним призначенням, вхід до неї можливий тільки в часи роботи заповідника.
Церква святих Ольги і Єлизавети у Львові за символічну платню пропонує відвідати оглядовий майданчик. Потрапити до нього можна по гвинтових сходах. Звідси відкривається чудовий краєвид на старий Львів, вулицю Городоцьку та залізничний вокзал.
Один з найвідоміших в Європі Кельнський собор також має оглядовий майданчик на південній вежі, з платним, на відміну від собору, окремим входом і краєвидом центральної частини Кельна та Рейна. Висота майданчика 97 метрів, до нього ведуть 533 сходинки, ліфту немає.

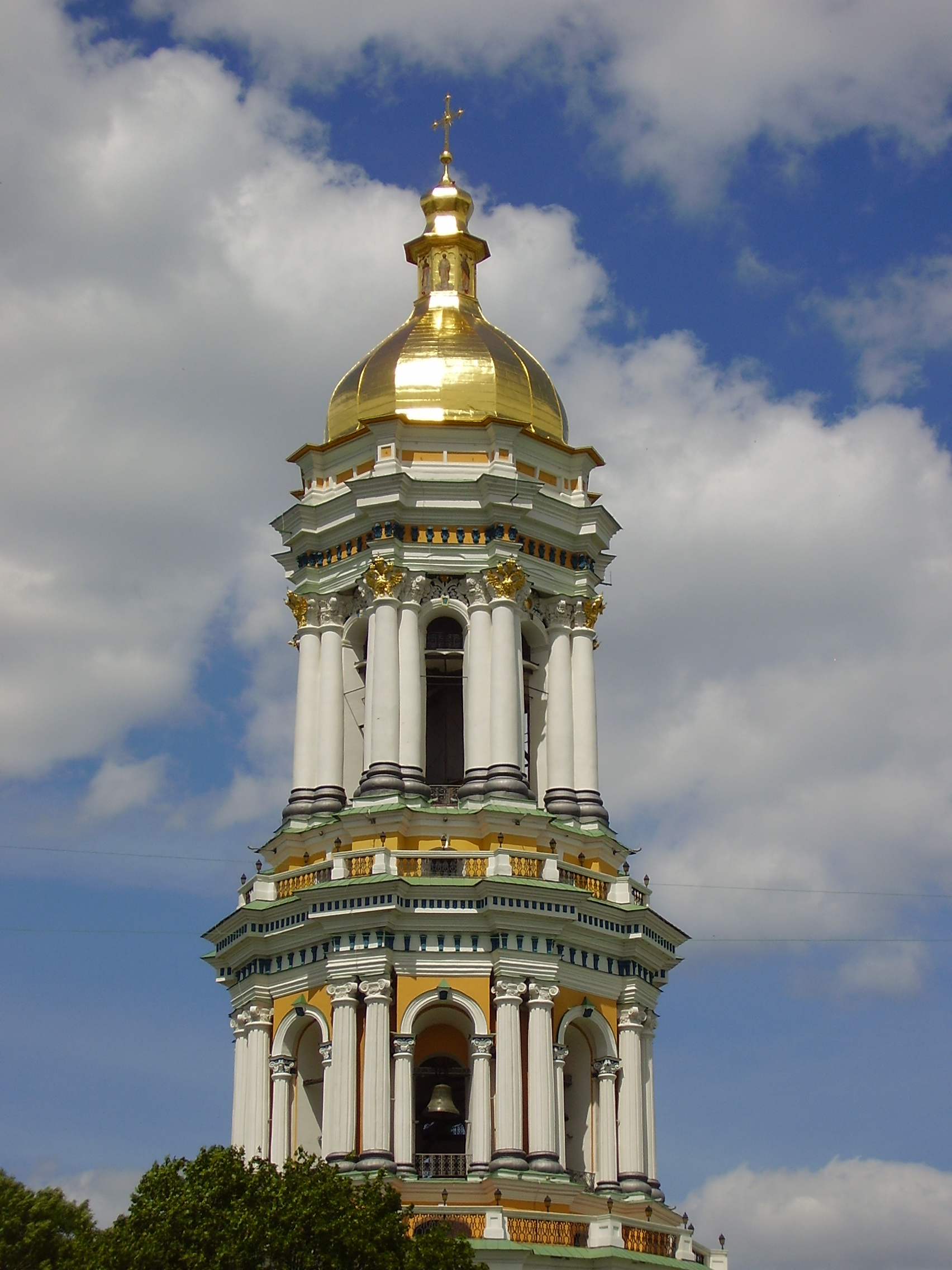
Оглядовий майданчик Великої дзвіниці
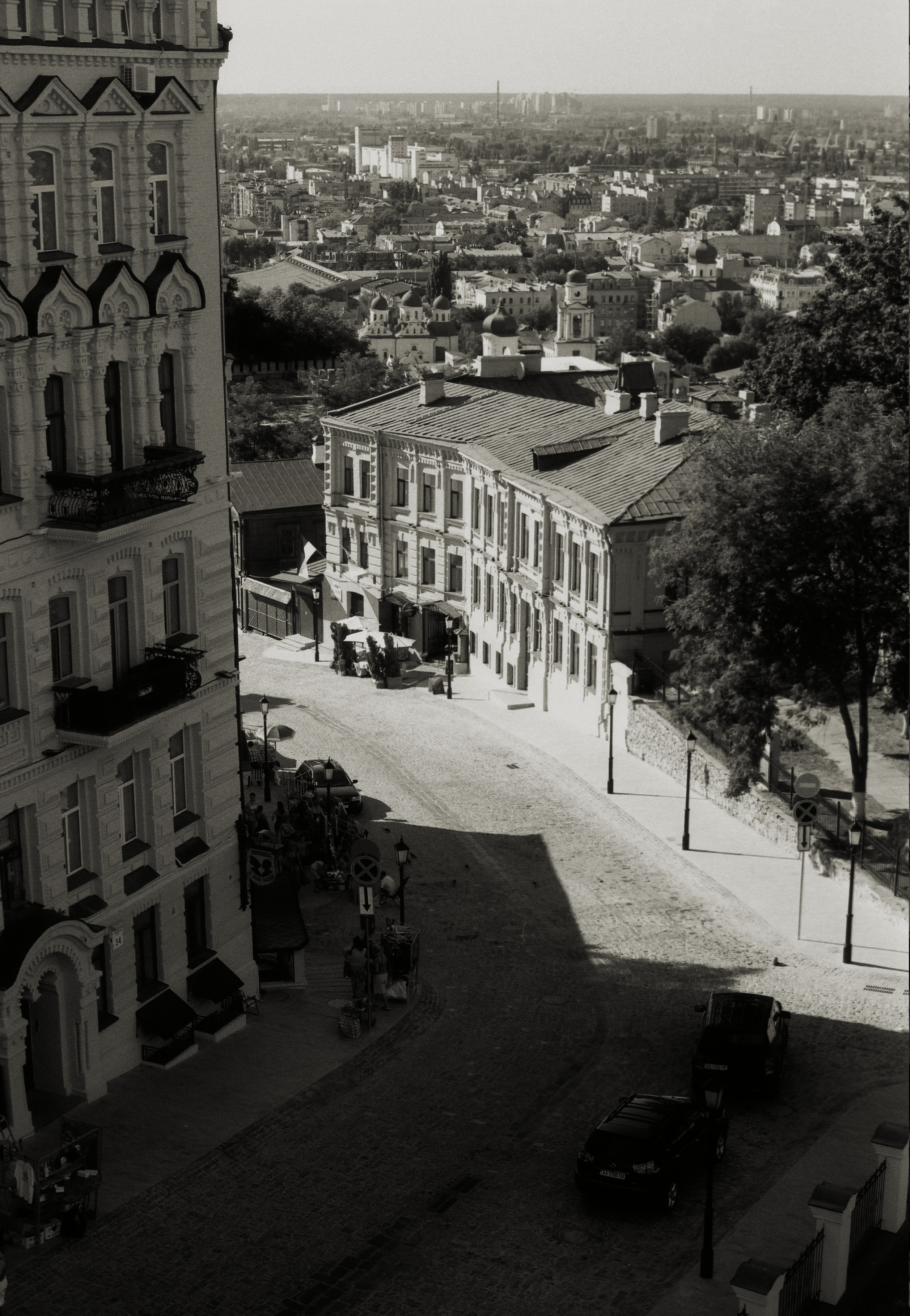
Краєвид з оглядового майданчика Андріївської церкви
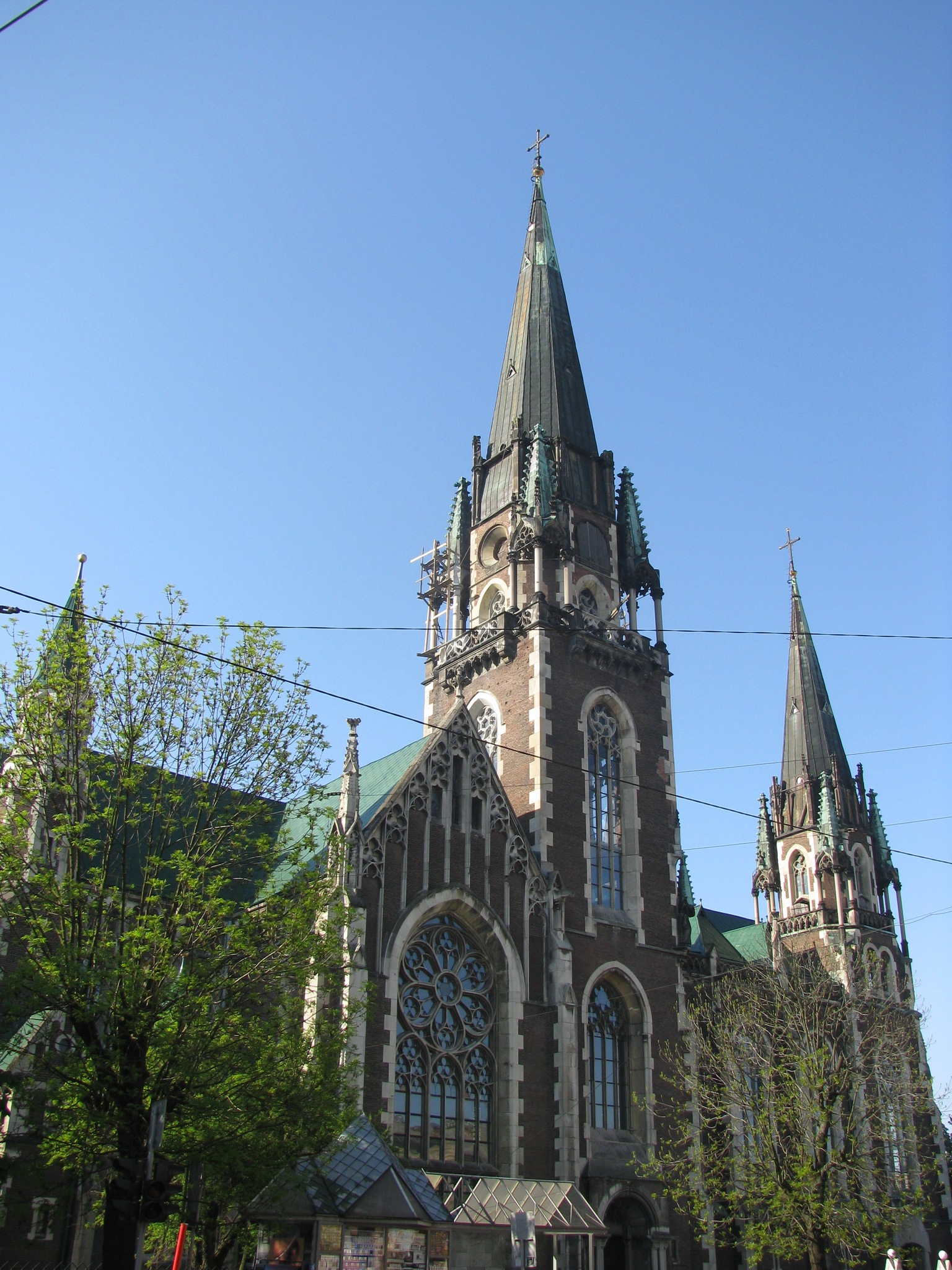
Церква св. Ольги і Єлизавети
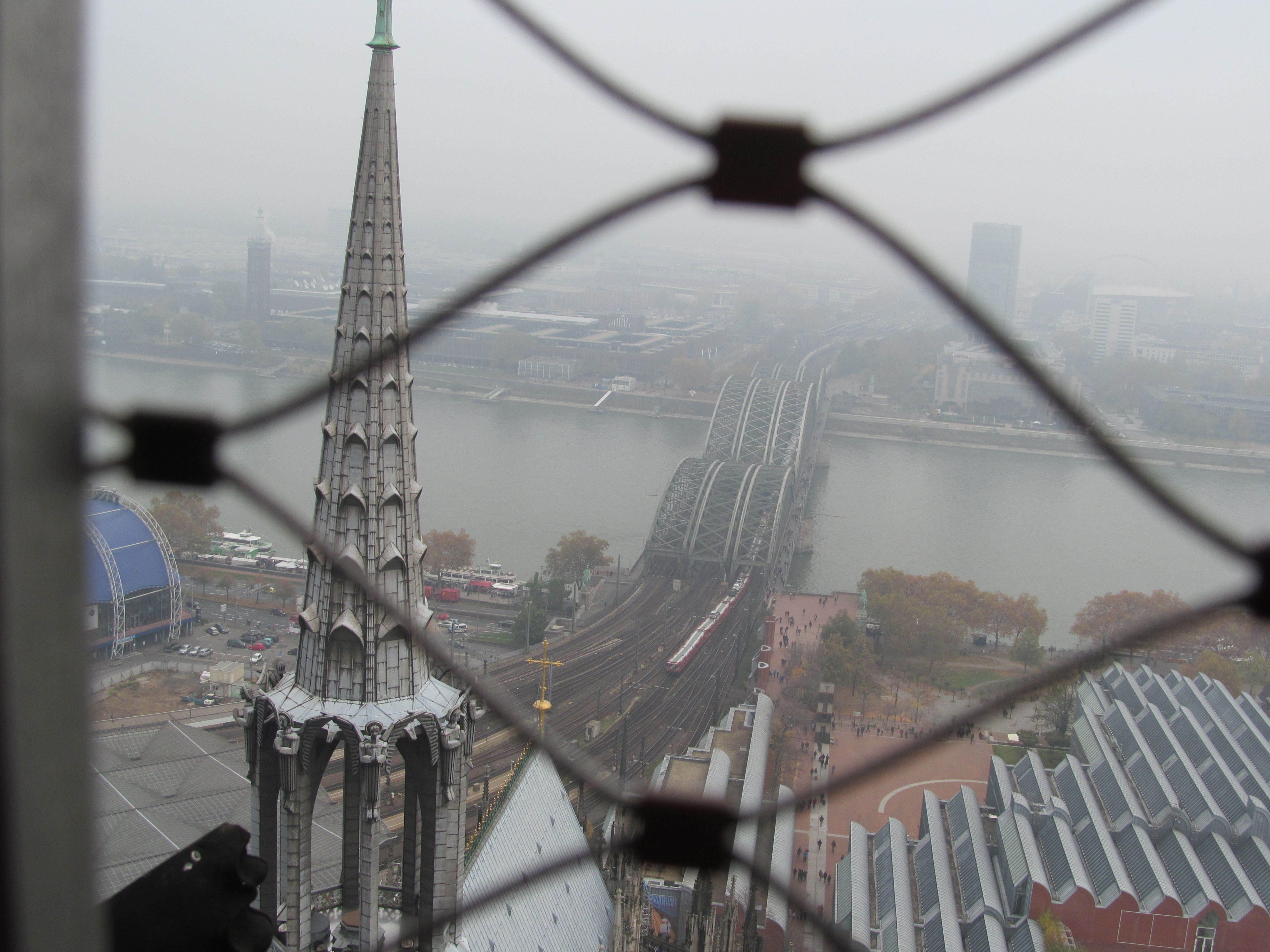
Панорама Рейну з північної вежі Кельнського собору

### Інженерно-технічні об'єкти
В світі існує декілька вітрогенераторів з оглядовими майданчиками. На меті, зазвичай, ставиться збільшення туристичної привабливості мальовничого регіону, а також  рекламування  вітроенергетики в цілому та компаній-власників зокрема. Задля здійснення таких функцій  об'єкти часто поєднуються з інформаційним центром для відвідувачів.
Для захисту від погоди та шуму турбіни, а також з міркувань безпеки, оглядова платформа здебільшого являє собою закрите, засклене приміщення, встановлене під гондолою.
Використання вітрової турбіни як оглядової вежі вимагає виконання спеціальних технічних вимог і дозволів. Зокрема, мова йде про безпеку відвідувачів, а також про евакуацію в разі надзвичайної ситуації. З цих міркувань може бути заборонений доступ для дітей, що не досягли певного віку.
Вітрова електростанція Брук/Лайта розташована в окрузі Брук-ан-дер-Лейта в Нижній Австрії. З 2009 року належить Wind Power Austria, дочірній компанії Verbund Renewable Power. Електростанція пропонує відвідати турбіну з оглядовим майданчиком. Відвідувачі піднімаються по внутрішніх гвинтових сходах (279 сходинок) на висоту близько 60 метрів. Майданчик дозволяє побачити з повністю заскленої платформи лопасті ротора та навколишню місцевість.
Вітрогенератор з оглядовим майданчиком «Око вітру» (англ. The Eye of the Wind) спеціально розроблений італійською компанією Leitwind з нагоди Зимової Олімпіди у Ванкувері і відкритий для експлуатації з початку 2010 року в гірськолижній зоні Grouse Mountain. Нагору відвідувачі дістаються ліфтом. Оглядовий майданчик (повністю засклений і радіально асиметричний відносно щогли) має вікна навіть у підлозі і може вмістити до 36 осіб.
Існують також оглядові майданчики на греблях, ГЕС, інших інженерно-технічних спорудах.

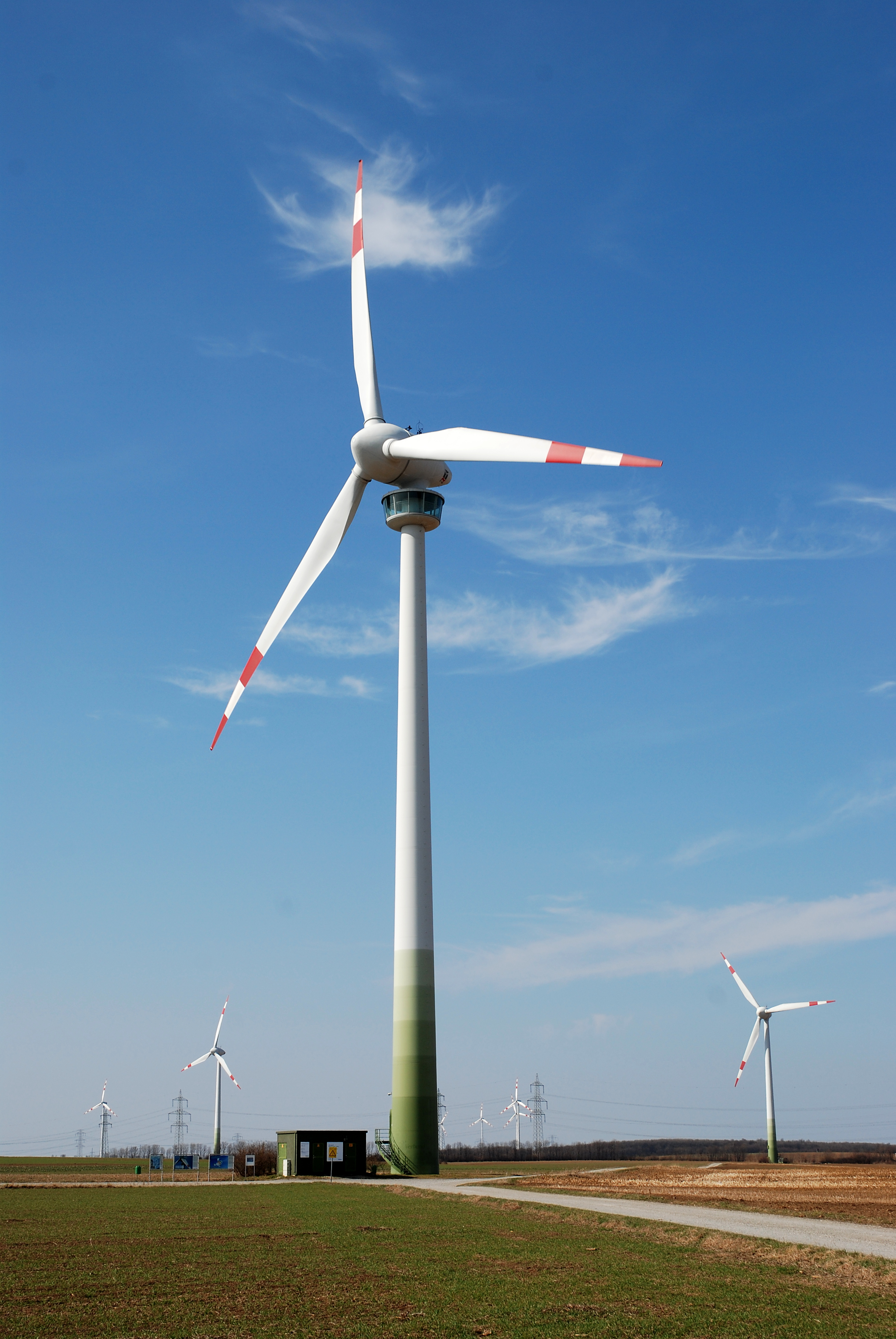
Вітрогенератор Брук/Лайта
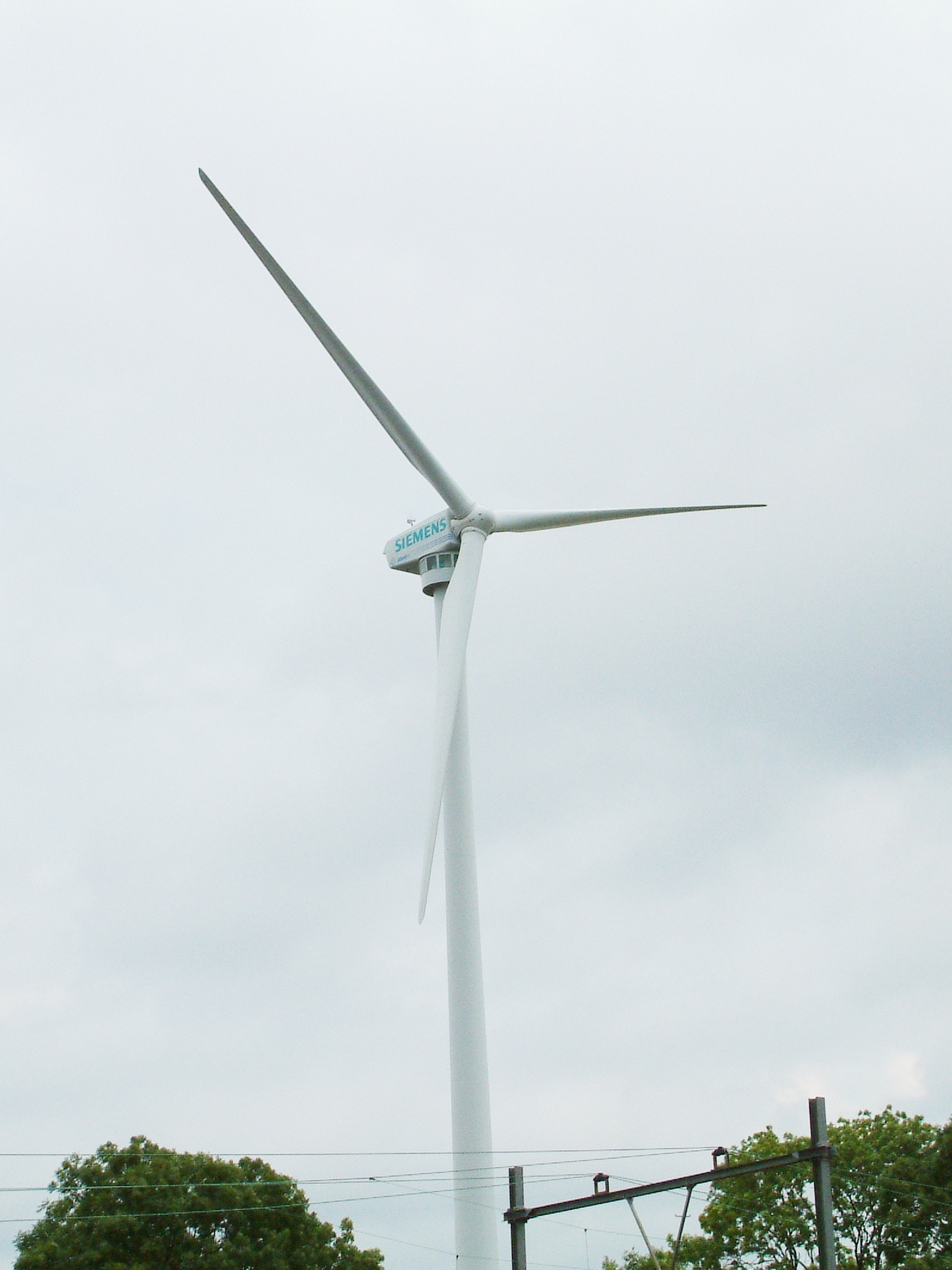
Вітрогенератор Siemens Зутермер, Нідерланди
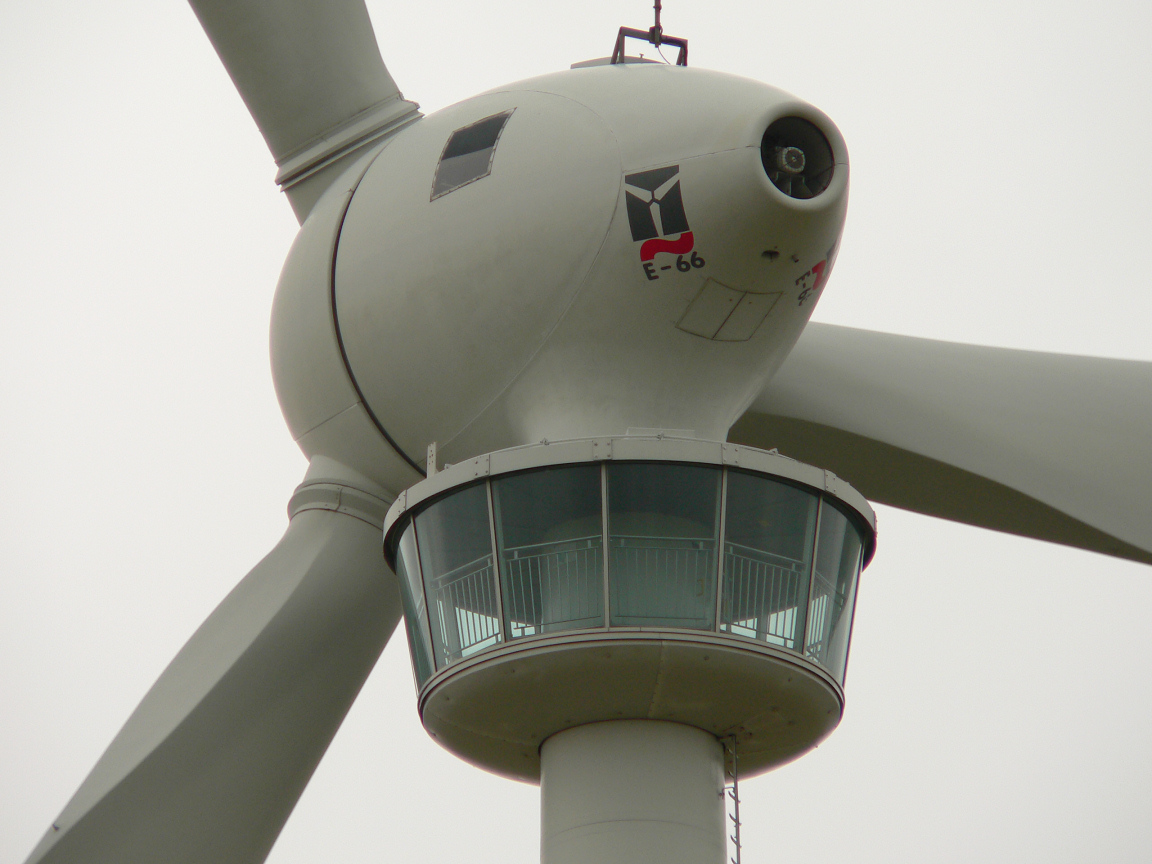
Вітрогенератор Південного Кронсберга, Ганновер, Німеччина
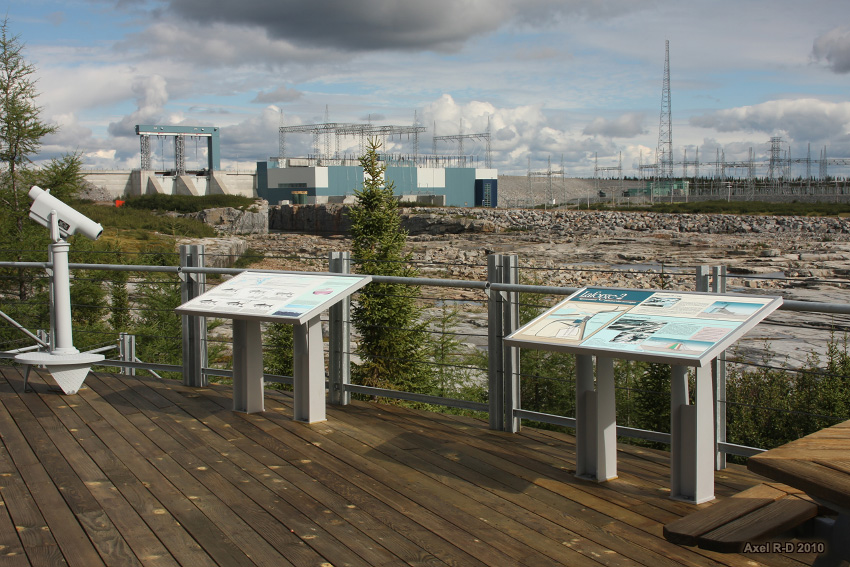
Оглядовий майданчик ГЕС Лафорж-2, Квебек, Канада
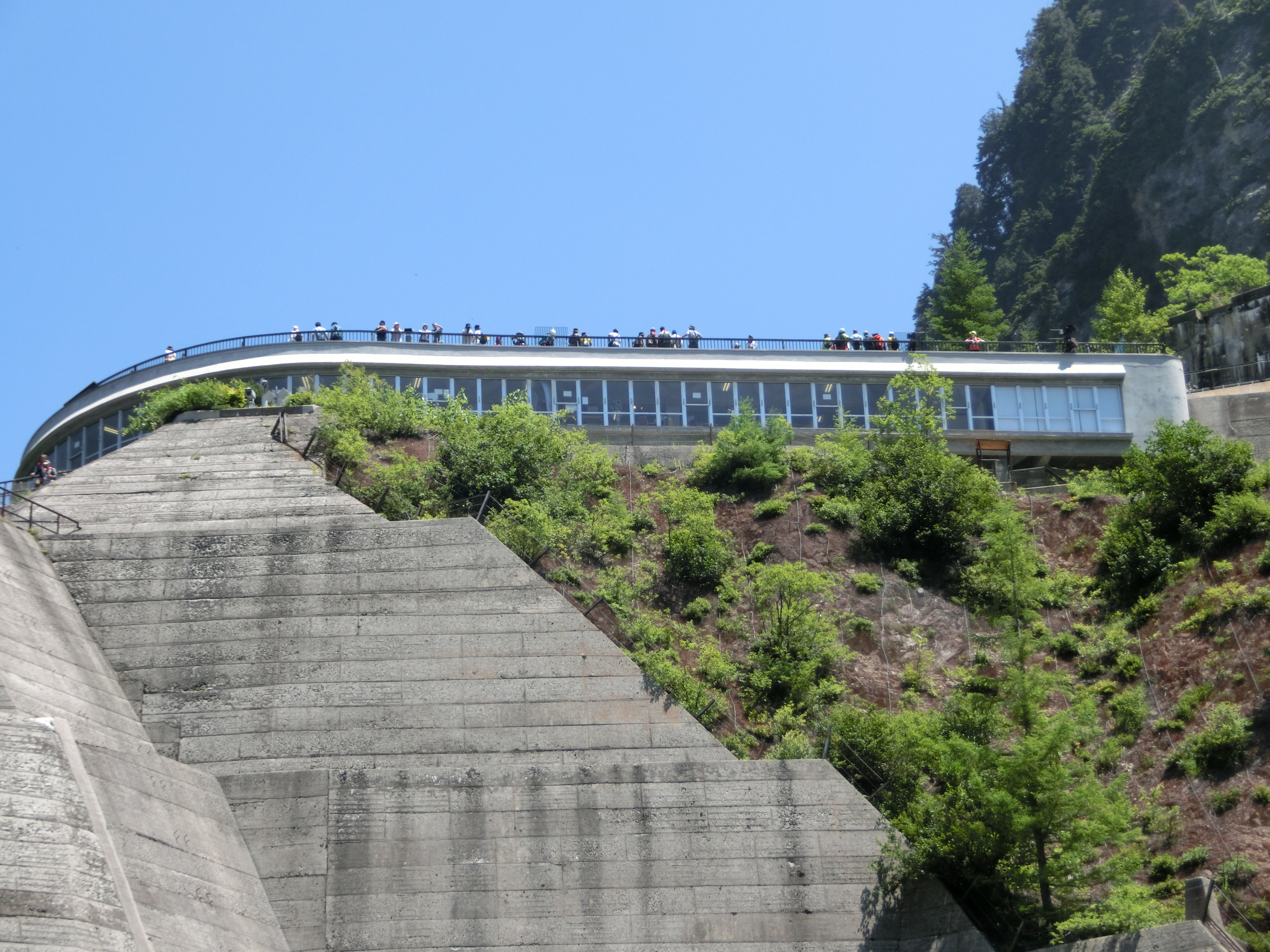
Оглядовий майданчик греблі Куробе, префектура Тояма, Японія

### Спортивні об'єкти
Окремі спортивні об'єкти мають високі споруди з оглядовими майданчиками. Найчастіше такими є гірськолижні трампліни, оскільки вони потребують вежі для спостережень і здебільшого не працюють упродовж літа. Проте Музей лиж Голменколленського лижного трампліна пропонує відвідати оглядовий майданчик на вершині лижного трампліна з найкращою панорамою Осло 365 днів на рік.
Але існують також інші спортивні оглядові майданчики, такі як вежа Олімпійського стадіону в Монреалі. Доступ до платформи можливий практично на всіх спортивних майданчиках тільки під час роботи з оплатою за вхід. Залежно від конструкції, доступ може здійснюватися через ліфт або сходи, платформи можуть бути засклені або відкриті. Висота над землею зазвичай становить від 10 до 50 метрів.

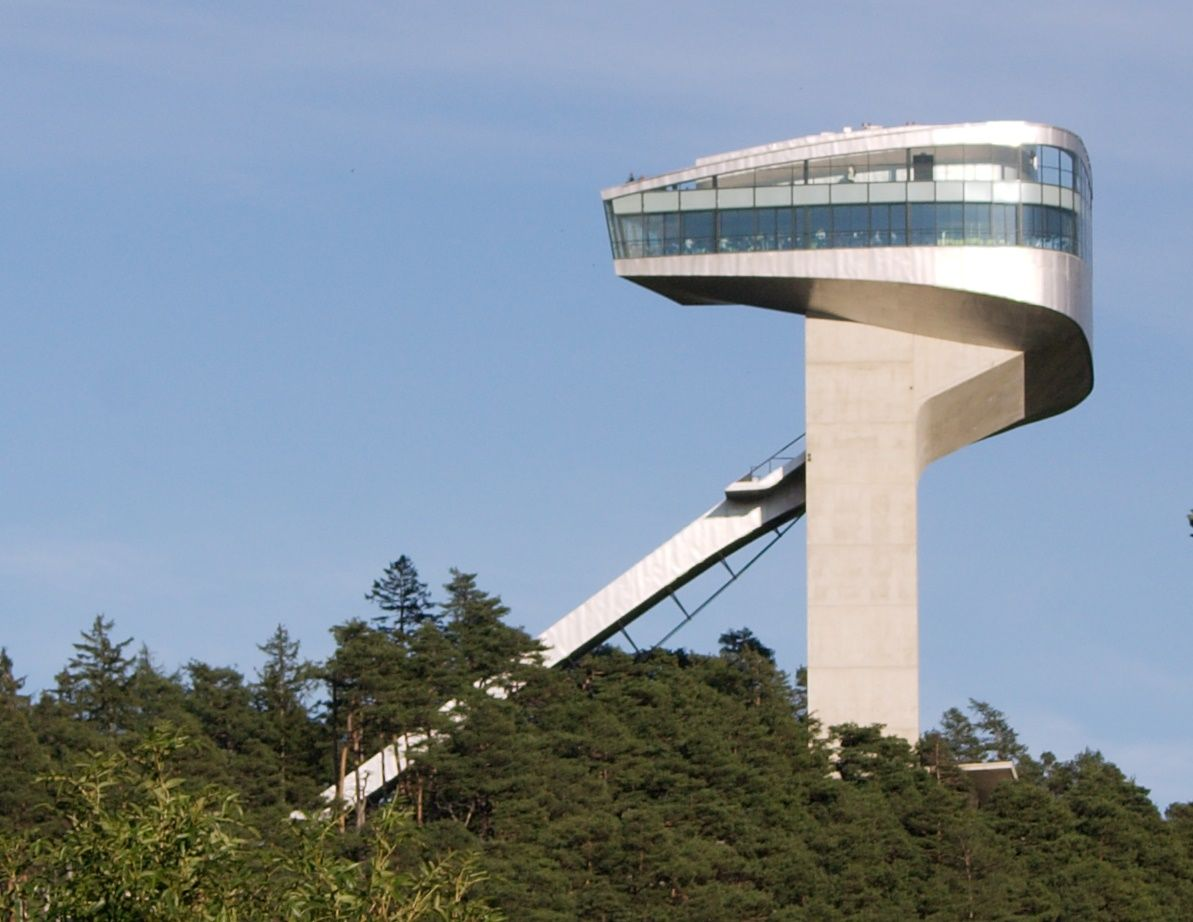
Спостережна вежа трампліна Бергізель, Інсбрук, Австрія
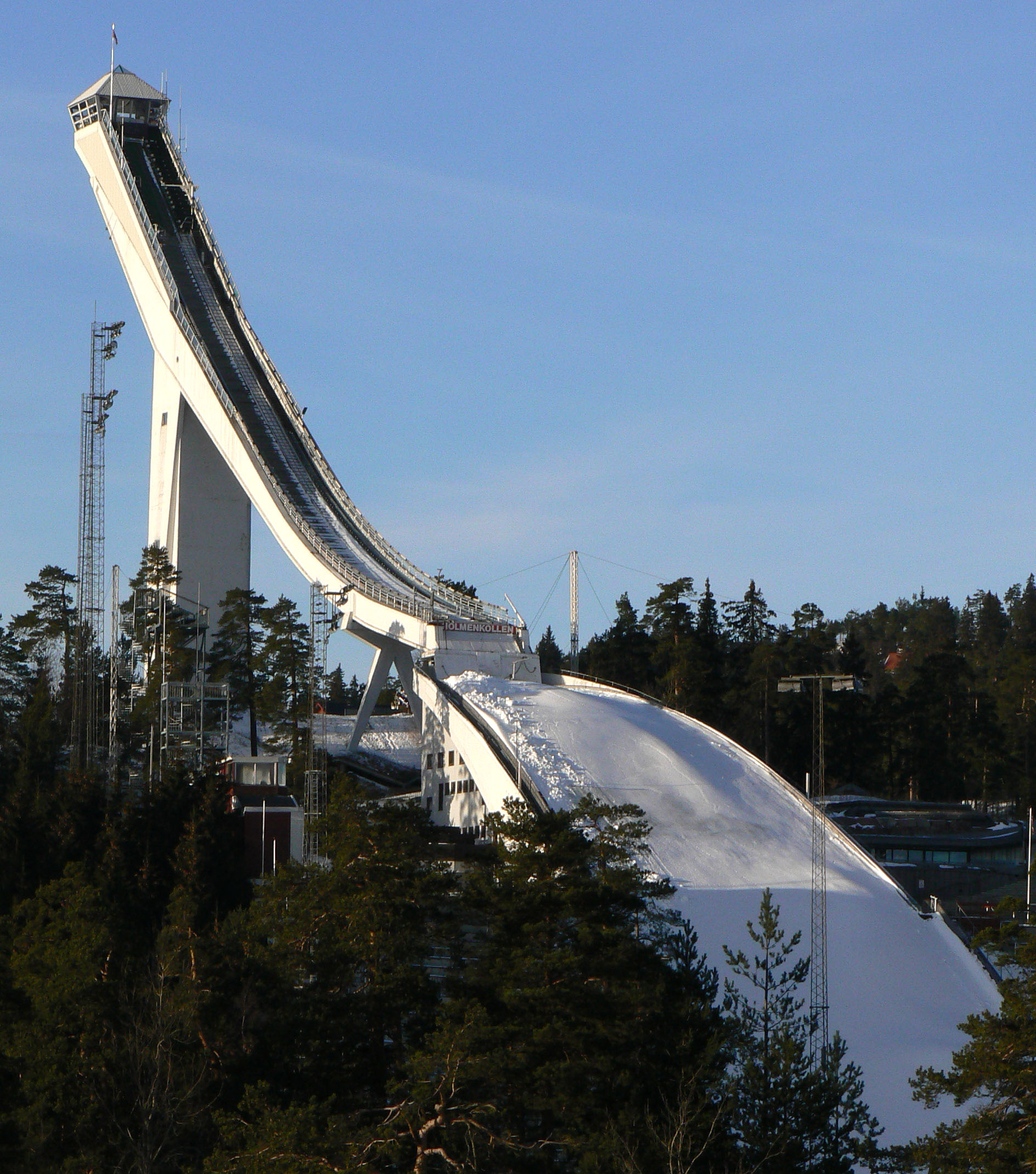
Спостережна вежа лижного трампліна Голменколлен, Осло, Норвегія
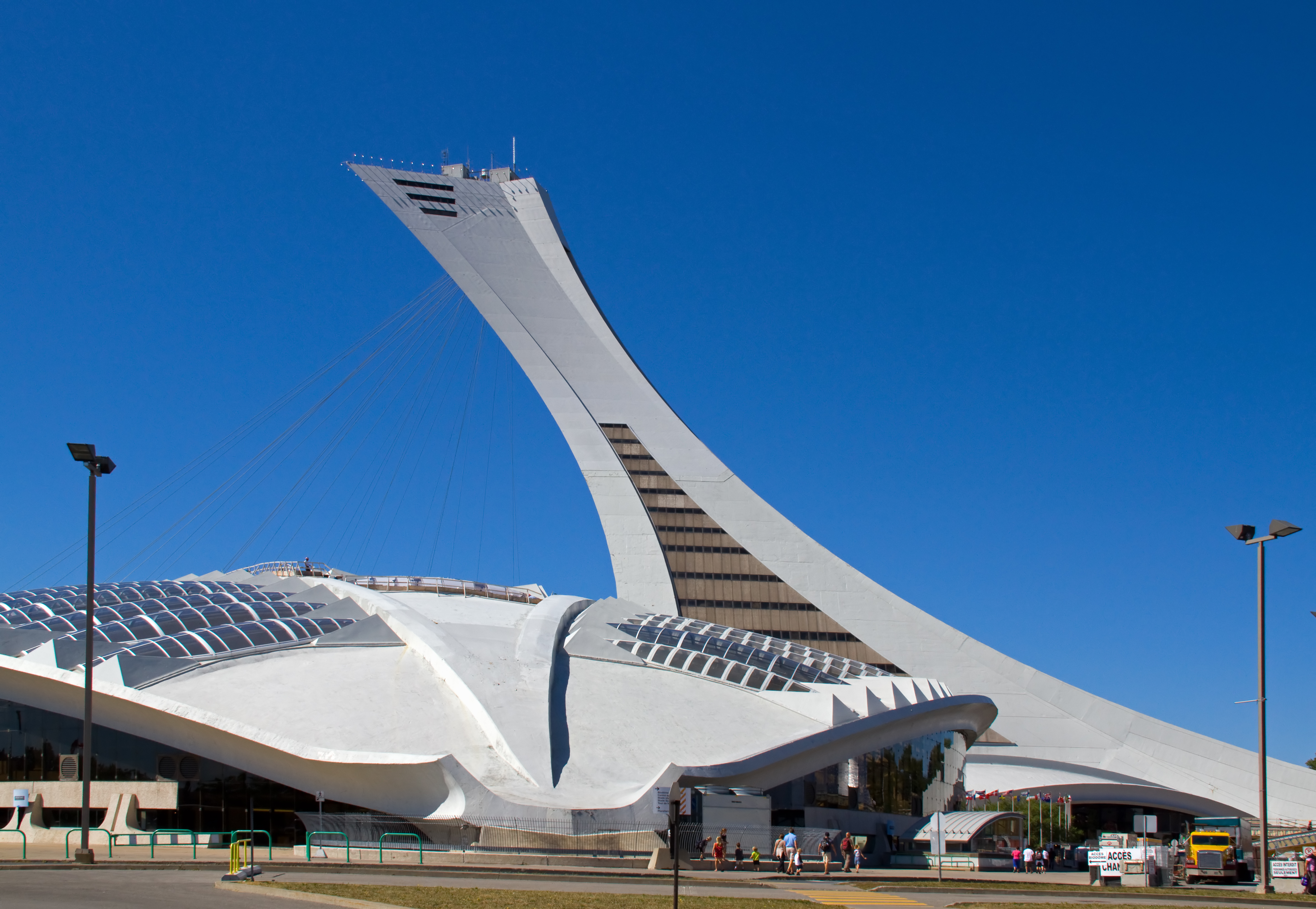
Вежа Олімпійського стадіону, Монреаль, Канада

### Монументи
Монументи, подібні до веж, мають відкриті для екскурсантів оглядові майданчики. Більшість таких споруд доступні тільки по сходах і рідше обладнані ліфтами. Платформи переважно розташовані на висоті від 10 до 60 метрів. Прикладом можуть слугувати оглядові платформи київського монумента Батьківщина-Мати. Одна, «Краєвид», розташовується на висоті 36,6 метра від підніжжя постаті-скульптури. Зі східного та західного боків встановлені військові біноклі для огляду міста. Друга, «Екстрим», розташована на рівні 91,0 метра на щиті монументу і працює лише за умов гарної погоди. Перші два етапи підйому долаються ліфтами, один з яких прокладений під нахилом. Останній підйом — металевими сходами через люки по похилій трубі всередині руки статуї.
Монумент Вашингтона у Вашингтоні, США, зведений на честь першого президента Сполучених Штатів, має оглядовий майданчик на висоті 152 метри від підніжжя. Відвідувачі дістаються майданчика сучасним ліфтом, існують також сходи (897 сходинок), але з часів серпневого 2011 року землетрусу ними не користуються. Оглядовий майданчик забезпечує погляд з двох вікон на кожну з чотирьох сторін світу. На сході можна побачити Капітолій (Вашингтон)Капітолій, річку Анакостія, Національний дендрарій, на півночі — Білий дім, на заході — Меморіал Лінкольна, Меморіал Другої світової війни, річку Потомак та острів Теодора Рузвельта, на півдні — меморіал Томаса Джефферсона, аеропорт Рональда Рейгана, Пентагон.

Монумент Батьківщина-Мати (Київ)
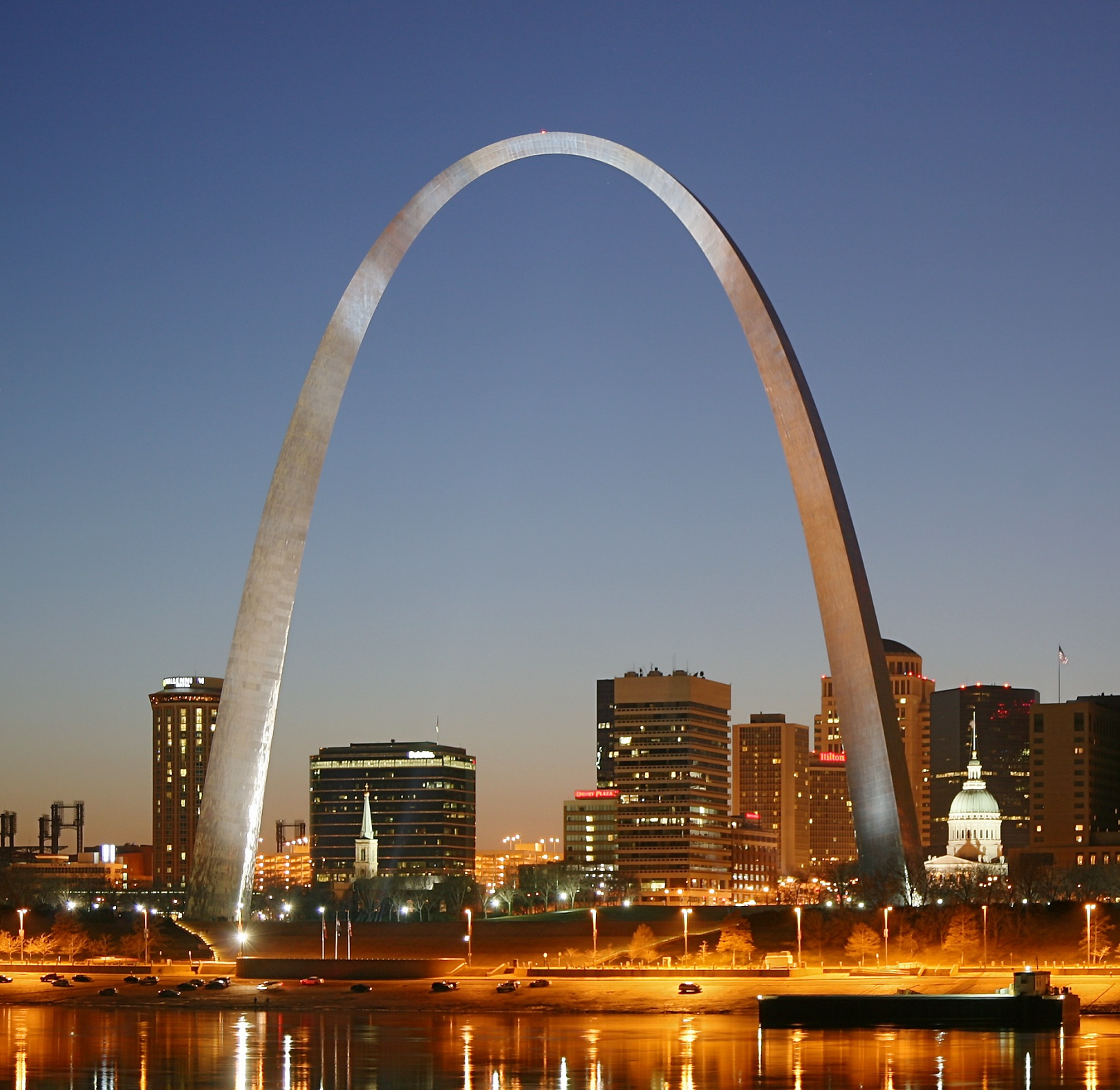
Арка Гейтвей (Сент-Луїс) з оглядовим приміщенням на висоті 190 м
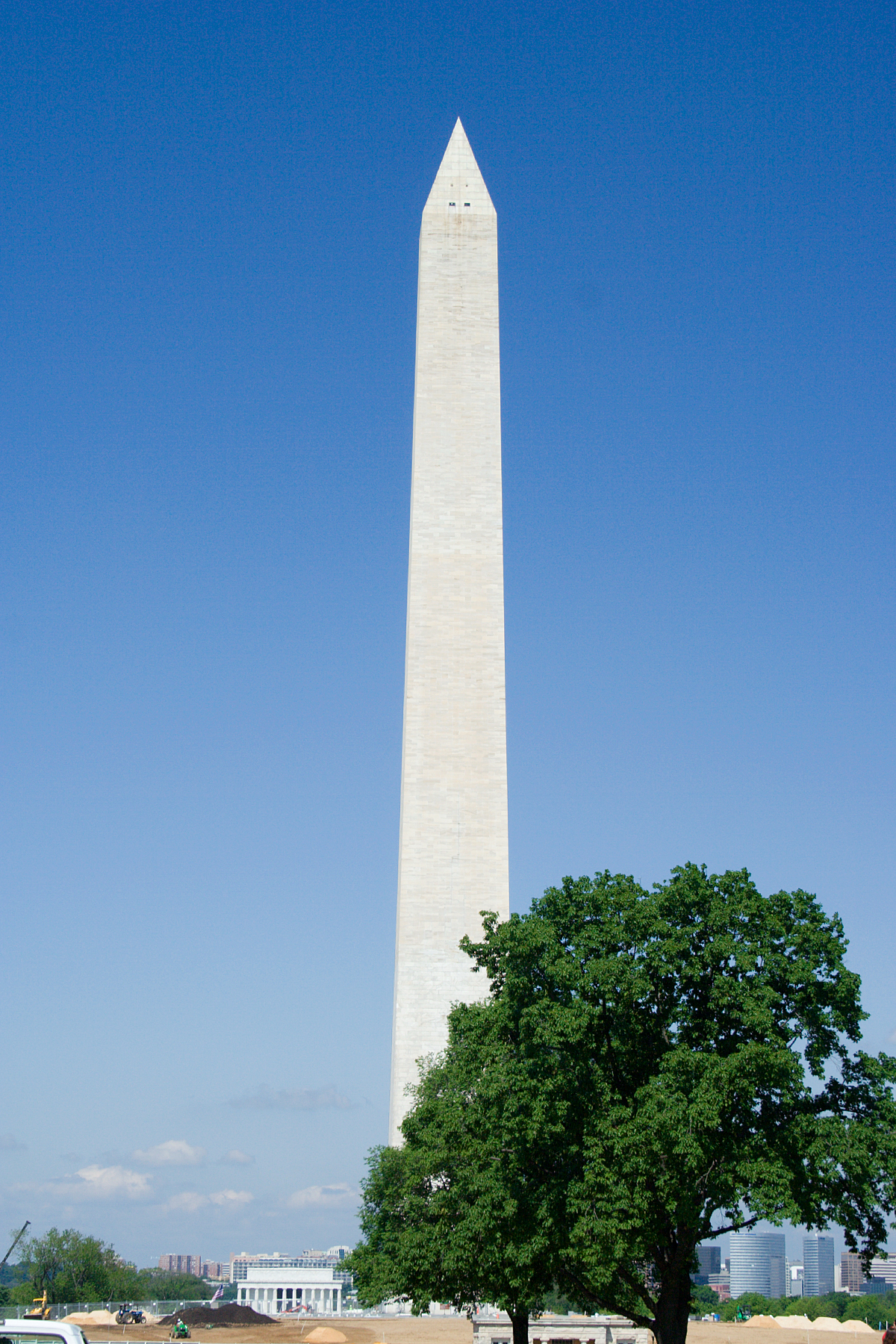
Монумент Вашингтона

## Оглядові колеса
Ще однією категорією оглядових споруд є панорамні атракціони, гігантські оглядові колеса, що піднімають кабіну з відвідувачами на значну висоту. Використання оглядових коліс завжди є платним, обмеженим у часі і можливим тільки у певні часи роботи. Для стаціонарних споруд такого типу найвища точка огляду може досягати 150 метрів. Оглядове колесо у харківському Центральному парку культури і відпочинку під час свого відкриття 2012 року було найбільшим в Україні з максимальним підйомом кабіни на 55 метрів.
Найпопулярніший атракціон Сполученого Королівства, оглядове колесо Лондонське око на березі Темзи, надає можливість оглянути панораму Лондону з висоти 135 метрів. За перші 10 років експлуатації колесо відвідали 38 мільйонів осіб.
Сингапурське оглядове колесо Singapore Flyer до березня 2014 року вважалося найвищим у світі — 165 м. З цієї висоти в ясну погоду видно навколишню панораму до 45 кілометрів, що на 3 кілометри більше довжини острівного міста. Відвідувачи мають можливість побачити з оглядової кабіни навіть частини Малайзії та Індонезії. Вартість будівництва атракціону склала 240 мільйонів доларів.

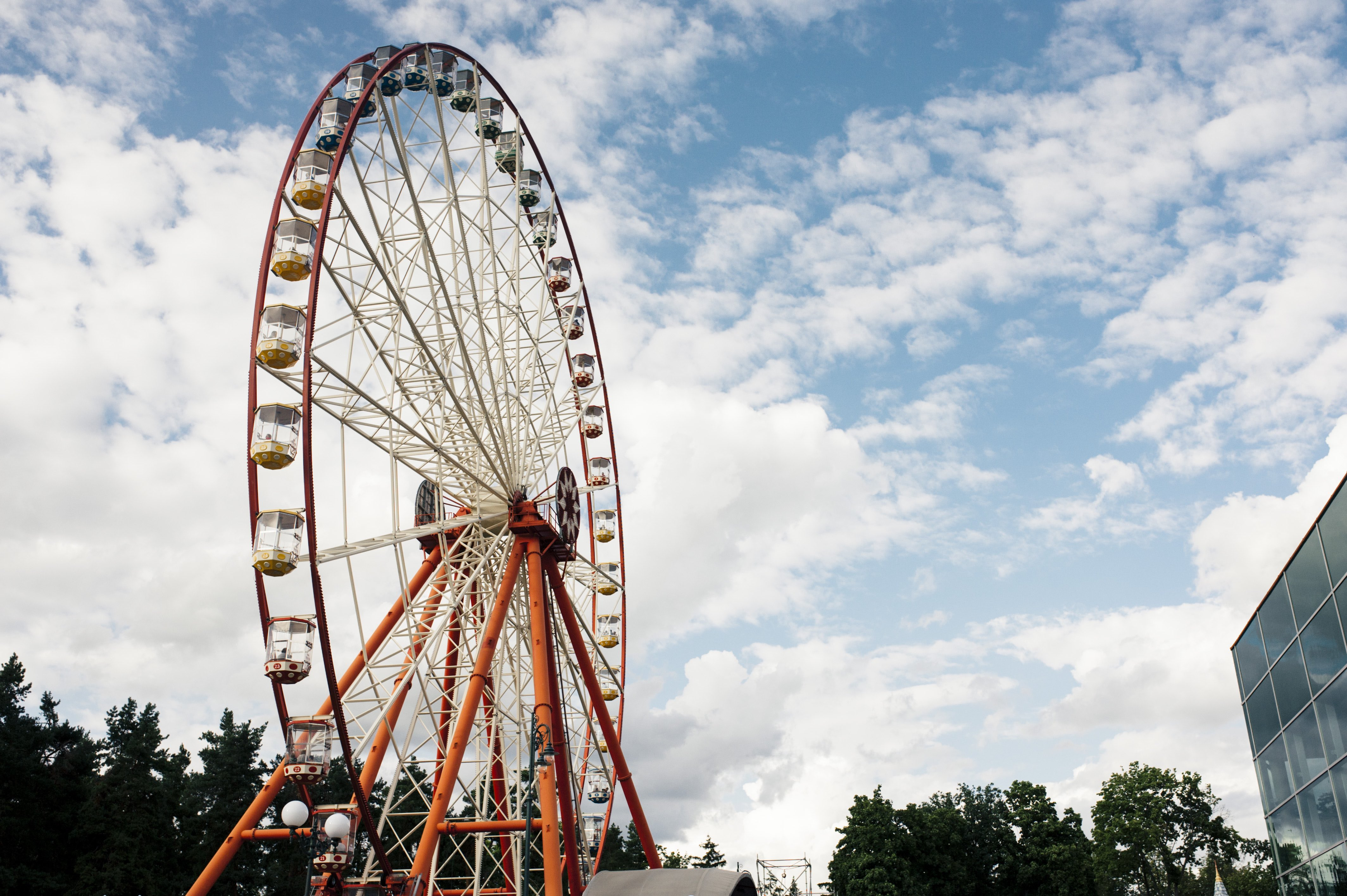
Оглядове колесо міста Харків
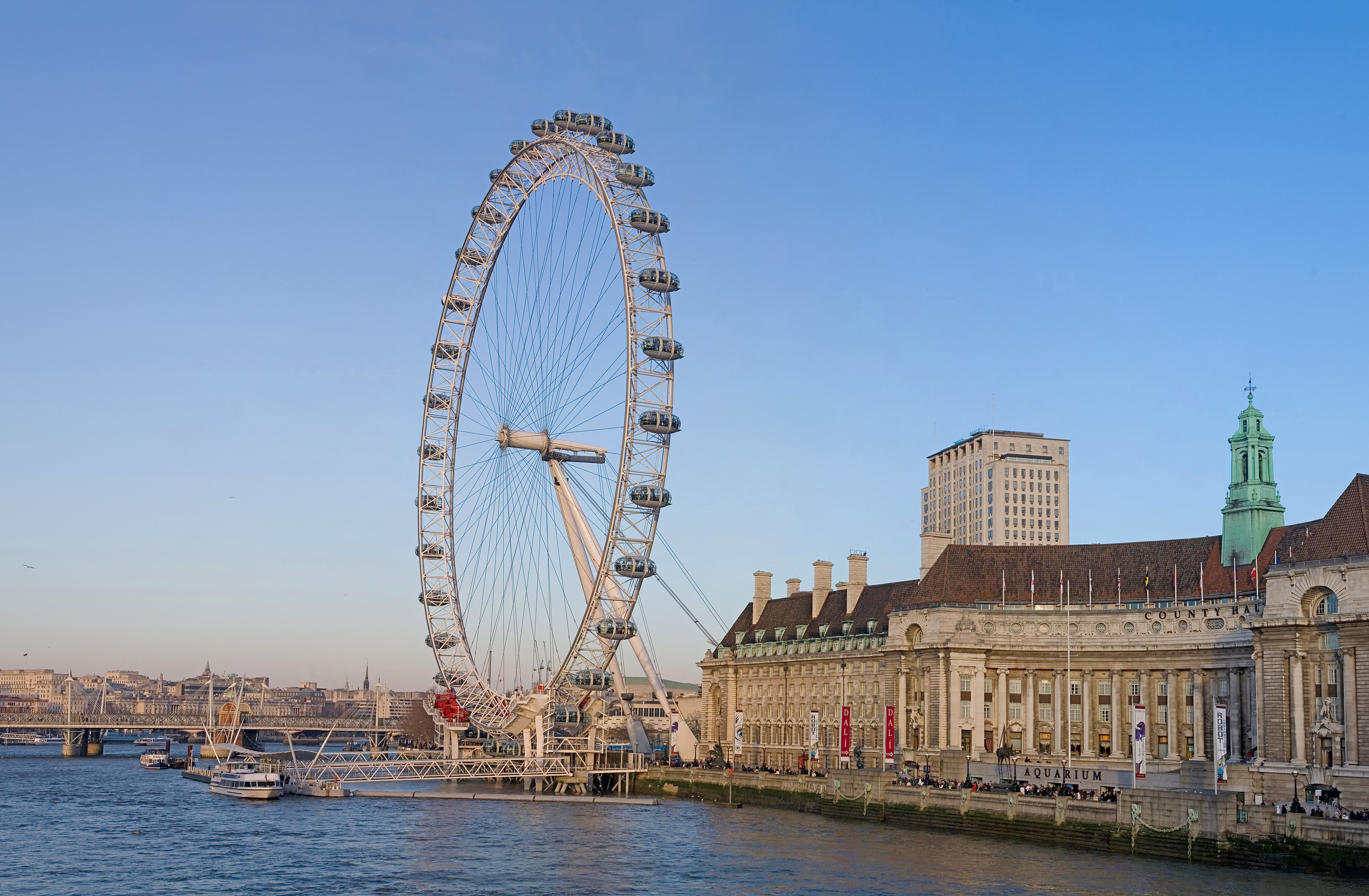
Лондонське око
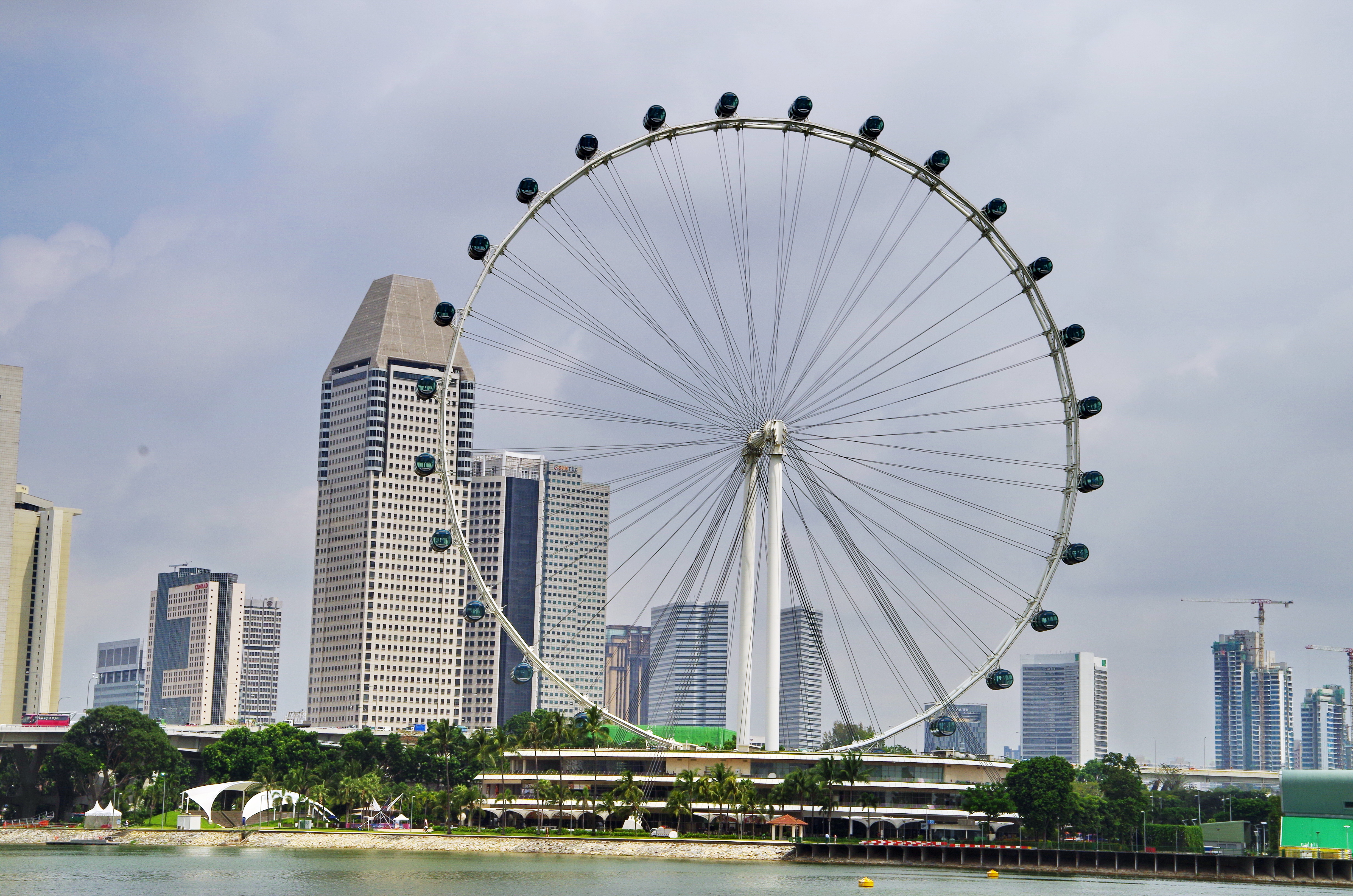
Singapore Flyer